# Championnat européen des nations de rugby à XV 2014-2016
Navigation
Championnat 2012-2014 Championnat 2016-2017
Le Championnat européen des nations de rugby à XV 2014-2016 est une compétition qui réunit les nations membres de la FIRA-AER qui ne participent pas au Tournoi des Six Nations. 37 nations sont réparties en sept divisions. La compétition est remportée par la Géorgie.

## Équipes engagées
| Division 1A - Géorgie - Roumanie - Espagne - Russie - Portugal - Allemagne | Division 1B - Pologne - Ukraine - Pays-Bas - Suède - Belgique - Moldavie |

| Division 2A - Suisse - Israël - République tchèque - Malte - Croatie | Division 2B - Lituanie - Hongrie - Andorre - Chypre - Lettonie | Division 2C - Slovénie - Luxembourg - Autriche - Danemark - Serbie | Division 2D - Bosnie-Herzégovine - Finlande - Norvège - Turquie - Bulgarie |

Division 3
- Estonie
- Biélorussie
- Grèce
- Slovaquie
- Monténégro

## Règlement

### Attribution des points
- Le système d'attribution des points est le suivant :
  - Vainqueur du match: 4 points
  - Match nul : 2 point
  - Perdant du match: 0 points
  - 4 essais ou plus marqués : 1 point (bonus offensif)
  - Match perdu de 7 points ou moins : 1 point (bonus défensif)

### Départage des équipes
- En cas d'égalité, les critères suivants départagent les équipes :

1. Confrontations directes
2. Points pris lors des confrontations directes
3. Plus grand nombre d’essais inscrits lors des confrontations directes
4. Plus grand nombre de points inscrits lors des confrontations directes
5. Différence de points générale
6. Plus grand nombre d’essais dans toutes les rencontres de la poule
7. Plus grand nombre de points dans toutes les rencontres de la poule

### Promotions et relégations
- - Dans la Division 1A, le dernier descend en Division 1B.
  - Dans les Divisions 1B, 2A, 2B, 2C et 2D, le premier monte en Division supérieure et le dernier descend en Division inférieure. Finalement, à la suite de la réorganisation des compétitions lors de l'édition suivante, les équipes finissant dernières des divisions 2, ne perdent pas d'échelon.
  - Dans la Division 3, le premier monte en Division 2D.
  - Il n'y a plus de barrages promotion-relégation contrairement à l'édition précédente.

## Division 1A

### Classement
| Rang | Pays          | J  | V  | N | D | Bo | Bd | Pm  | Pe  | Diff | Pts |
| ---- | ------------- | -- | -- | - | - | -- | -- | --- | --- | ---- | --- |
| 1    | Géorgie (T)   | 10 | 10 | 0 | 0 | 5  | 0  | 346 | 75  | +271 | 45  |
| 2    | Roumanie      | 10 | 7  | 0 | 3 | 5  | 1  | 262 | 138 | +124 | 34  |
| 3    | Russie        | 10 | 6  | 0 | 4 | 3  | 0  | 231 | 234 | -3   | 27  |
| 4    | Espagne       | 10 | 4  | 1 | 5 | 3  | 2  | 215 | 187 | +28  | 23  |
| 5    | Allemagne (P) | 10 | 1  | 1 | 8 | 1  | 1  | 145 | 379 | -234 | 8   |
| 6    | Portugal      | 10 | 1  | 0 | 9 | 1  | 1  | 124 | 310 | -186 | 6   |

|  | Vainqueur du championnat (no 1).             |
|  | Relégué en Division 1B (no 6).               |
|  | T : tenant du titre 2014 • P : promu en 2014 |

### Résultats détaillés

#### Tableau des résultats
| Pays      | ALL   | ESP   | GEO   | POR   | ROU   | RUS   |
| --------- | ----- | ----- | ----- | ----- | ----- | ----- |
| Allemagne |       | 17-17 | 8-64  | 50-27 | 12-17 | 22-46 |
| Espagne   | 48-16 |       | 13-26 | 39-7  | 18-21 | 43-20 |
| Géorgie   | 59-7  | 38-7  |       | 20-15 | 38-9  | 33-0  |
| Portugal  | 11-3  | 8-19  | 3-29  |       | 10-37 | 21-53 |
| Roumanie  | 61-7  | 29-8  | 6-15  | 39-14 |       | 30-0  |
| Russie    | 46-20 | 22-20 | 7-24  | 21-8  | 16-13 |       |

|  | Victoire à domicile |  | Match nul |  | Défaite à domicile |

#### Détail des résultats
Matchs aller
| 7 février 2015 | Portugal                                                                                        | 10 – 37 (3 - 23) | Roumanie | Estádio Universitário de Lisboa, Lisbonne 1 000 spectateurs Arbitre : Luke Pearce |
| 7 février 2015 | Essai(s) : N. Costa (47e) Transformation(s) : Bettencourt (48e) Pénalité(s) : Bettencourt (26e) |                  | Essai(s) : Dascalu (20e), Macovei (36e), Botezatu (42e), Apostol (66e) Transformation(s) : Calafeteanu 4 (21e, 37e, 43e, 67e) Pénalité(s) : Calafeteanu 3 (3e, 12e, 15e) | Estádio Universitário de Lisboa, Lisbonne 1 000 spectateurs Arbitre : Luke Pearce |
| 7 février 2015 |                                                                                                 |                  | | Estádio Universitário de Lisboa, Lisbonne 1 000 spectateurs Arbitre : Luke Pearce |

| 7 février 2015 | Espagne | 43 – 20 (24 - 13) | Russie | Stade national complutense, Madrid 6 500 spectateurs Arbitre : Andrew McMenemy |
| 7 février 2015 | Essai(s) : Recuerda Nunez (13e), Heredia 2 (16e, 35e), Martin Enrique 2 (21e, 59e), Villanueva Martin (48e), Nava de Olano (56e) Transformation(s) : Snee 4 (14e, 36e, 49e, 57e) |                   | Essai(s) : Antonov (39e), Galinovski (79e) Transformation(s) : Kouchnariov 2 (39e, 79e) Pénalité(s) : Kouchnariov 2 (7e, 31e) | Stade national complutense, Madrid 6 500 spectateurs Arbitre : Andrew McMenemy |
| 7 février 2015 | |                   | | Stade national complutense, Madrid 6 500 spectateurs Arbitre : Andrew McMenemy |

| 7 février 2015 | Allemagne                                      | 8 – 64 (8 - 31) | Géorgie | Sportpark Martinsee, Heusenstamm 3 000 spectateurs Arbitre : Laurent Cardona |
| 7 février 2015 | Essai(s) : Liebig (26e) Drop(s) : Te Huia (2e) |                 | Essai(s) : Zhvania 3 (12e, 33e, 38e), de pénalité 2 (16e, 59e), Todua 2 (39e, 63e), Khmaladze (44e), Nemsadze (61e), Khutsishvili (66e) Transformation(s) : Khmaladze 4 (13e, 17e, 34e, 45e), Malaguradze 3 (59e, 63e, 67e) | Sportpark Martinsee, Heusenstamm 3 000 spectateurs Arbitre : Laurent Cardona |
| 7 février 2015 |                                                |                 | | Sportpark Martinsee, Heusenstamm 3 000 spectateurs Arbitre : Laurent Cardona |

| 14 février 2015 | Géorgie                                                                            | 20 - 15 (14 - 9) | Portugal                                              | Stade Mikhaïl-Meskhi, Tbilissi 12 200 spectateurs Arbitre : Vlad Iordachescu |
| 14 février 2015 | Essai(s) : Kacharava (1re) Pénalité(s) : Kvirikashvili 5 (23e, 38e, 40e, 46e, 70e) |                  | Pénalité(s) : Bettencourt 5 (10e, 15e, 36e, 66e, 80e) | Stade Mikhaïl-Meskhi, Tbilissi 12 200 spectateurs Arbitre : Vlad Iordachescu |
| 14 février 2015 |                                                                                    |                  |                                                       | Stade Mikhaïl-Meskhi, Tbilissi 12 200 spectateurs Arbitre : Vlad Iordachescu |

| 14 février 2015 | Roumanie | 29 – 8 (12 - 3) | Espagne                                        | Cluj Arena, Cluj-Napoca 1 500 spectateurs Arbitre : David Wilkinson |
| 14 février 2015 | Essai(s) : Apostol (15e), Lucaci (36e), A. Ursache (61e), Calafeteanu (63e), Sirbe (75e) Transformation(s) : Calafeteanu (37e), Dumbravă (76e) |                 | Essai(s) : Rouet (50e) Pénalité(s) : Snee (6e) | Cluj Arena, Cluj-Napoca 1 500 spectateurs Arbitre : David Wilkinson |
| 14 février 2015 | |                 |                                                | Cluj Arena, Cluj-Napoca 1 500 spectateurs Arbitre : David Wilkinson |

| 14 février 2015 | Allemagne | 22 – 46 (15 - 12) | Russie | West Energie Stadium, Pforzheim 1 300 spectateurs Arbitre : Cédric Marchat |
| 14 février 2015 | Essai(s) : Brenner 3 (5e, 32e, 56e) Transformation(s) : Hilsenbeck 2 (33e, 57e) Pénalité(s) : Hilsenbeck (1re) |                   | Essai(s) : Artemiev 2 (20e, 79e), Selski (24e), Kourachov (61e), Volkov 2 (65e, 70e), Kourachov (74e) Transformation(s) : Kouchnariov (25e), Gaïssine 3 (62e, 66e, 80e) Pénalité(s) : Gaïssine (68e) | West Energie Stadium, Pforzheim 1 300 spectateurs Arbitre : Cédric Marchat |
| 14 février 2015 | |                   | | West Energie Stadium, Pforzheim 1 300 spectateurs Arbitre : Cédric Marchat |

| 28 février 2015 | Espagne                                                                                        | 13 – 26 (13 - 13) | Géorgie | Stade national complutense, Madrid 9 000 spectateurs Arbitre : Alexandre Ruiz |
| 28 février 2015 | Essai(s) : Goia (24e) Transformation(s) : Linklater (24e) Pénalité(s) : Linklater 2 (1re, 38e) |                   | Essai(s) : Zhvania (28e), Kacharava (80e) Transformation(s) : Kvirikashvili 2 (28e, 80e) Pénalité(s) : Kvirikashvili 4 (12e, 35e, 57e, 65e) | Stade national complutense, Madrid 9 000 spectateurs Arbitre : Alexandre Ruiz |
| 28 février 2015 |                                                                                                |                   | | Stade national complutense, Madrid 9 000 spectateurs Arbitre : Alexandre Ruiz |

| 28 février 2015 | Russie                                                                                               | 16 – 13 (3 - 10) | Roumanie                                                                                                  | Krasnodar 1 500 spectateurs Arbitre : Ian Davies |
| 28 février 2015 | Essai(s) : Antonov (45e) Transformation(s) : Gaïssine (45e) Pénalité(s) : Gaïssine 3 (13e, 54e, 59e) |                  | Essai(s) : Calafeteanu (20e) Transformation(s) : Calafeteanu (20e) Pénalité(s) : Calafeteanu 2 (40e, 61e) | Krasnodar 1 500 spectateurs Arbitre : Ian Davies |
| 28 février 2015 | |                  | | Krasnodar 1 500 spectateurs Arbitre : Ian Davies |

| 28 février 2015 | Portugal                                                         | 11 – 3 (5 - 0) | Allemagne                      | Estádio Universitário de Lisboa, Lisbonne 700 spectateurs Arbitre : Giuseppe Vivarini |
| 28 février 2015 | Essai(s) : F. Sousa (30e) Pénalité(s) : Bettencourt 2 (76e, 80e) |                | Pénalité(s) : Hilsenbeck (55e) | Estádio Universitário de Lisboa, Lisbonne 700 spectateurs Arbitre : Giuseppe Vivarini |
| 28 février 2015 |                                                                  |                |                                | Estádio Universitário de Lisboa, Lisbonne 700 spectateurs Arbitre : Giuseppe Vivarini |

| 14 mars 2015 | Géorgie | 33 – 0 (6 - 0) | Russie | Stade Mikhaïl-Meskhi, Tbilissi 24 000 spectateurs Arbitre : Neil Hennessy |
| 14 mars 2015 | Essai(s) : Kacharava (71e), Zhvania (79e), Asieshvili (80e) Transformation(s) : Kvirikashvili 3 (71e, 79e, 80e) Pénalité(s) : Kvirikashvili 4 (3e, 29e, 55e, 64e) |                |        | Stade Mikhaïl-Meskhi, Tbilissi 24 000 spectateurs Arbitre : Neil Hennessy |
| 14 mars 2015 | |                |        | Stade Mikhaïl-Meskhi, Tbilissi 24 000 spectateurs Arbitre : Neil Hennessy |

| 14 mars 2015 | Portugal                                           | 8 – 19 (8 - 8) | Espagne                                                                                        | Estádio Municipal Sérgio Conceição, Coimbra 2 000 spectateurs Arbitre : Matthew Carley |
| 14 mars 2015 | Essai(s) : Noronha (29e) Pénalité(s) : Costa (20e) |                | Essai(s) : Goia (1re), Aubanell Sevilla (65e) Pénalité(s) : Aubanell Sevilla 3 (13e, 60e, 76e) | Estádio Municipal Sérgio Conceição, Coimbra 2 000 spectateurs Arbitre : Matthew Carley |
| 14 mars 2015 |                                                    |                |                                                                                                | Estádio Municipal Sérgio Conceição, Coimbra 2 000 spectateurs Arbitre : Matthew Carley |

| 14 mars 2015 | Allemagne                                                      | 12 – 17 (6 - 8) | Roumanie                                                            | Fritz-Grunebaum-Sportpark, Heidelberg 2 513 spectateurs Arbitre : Lloyd Linton |
| 14 mars 2015 | Pénalité(s) : Te Huia 3 (23e, 58e, 75e) Drop(s) : Garner (17e) |                 | Essai(s) : Apostol (20e) Pénalité(s) : Vlaicu 4 (2e, 69e, 76e, 78e) | Fritz-Grunebaum-Sportpark, Heidelberg 2 513 spectateurs Arbitre : Lloyd Linton |
| 14 mars 2015 |                                                                |                 |                                                                     | Fritz-Grunebaum-Sportpark, Heidelberg 2 513 spectateurs Arbitre : Lloyd Linton |

| 21 mars 2015 | Roumanie                                        | 6 – 15 (3 - 9) | Géorgie                                                 | Stade Arcul de Triumf, Bucarest 4 500 spectateurs Arbitre : Gary Conway |
| 21 mars 2015 | Pénalité(s) : Calafeteanu (15e), Dumbrava (68e) |                | Pénalité(s) : Kvirikashvili 5 (19e, 34e, 39e, 45e, 63e) | Stade Arcul de Triumf, Bucarest 4 500 spectateurs Arbitre : Gary Conway |
| 21 mars 2015 |                                                 |                |                                                         | Stade Arcul de Triumf, Bucarest 4 500 spectateurs Arbitre : Gary Conway |

| 21 mars 2015 | Russie | 21 – 8 (13 - 3) | Portugal                                      | Stade central, Sotchi 1 200 spectateurs Arbitre : Ian Tempest |
| 21 mars 2015 | Essai(s) : Panassenko (7e), Chtcherban (59e) Transformation(s) : Kouchnariov (9e) Pénalité(s) : Kouchnariov 3 (19e, 40e+1, 80e+4) |                 | Essai(s) : Santos (72e) Drop(s) : Costa (25e) | Stade central, Sotchi 1 200 spectateurs Arbitre : Ian Tempest |
| 21 mars 2015 | |                 |                                               | Stade central, Sotchi 1 200 spectateurs Arbitre : Ian Tempest |

| 21 mars 2015 | Espagne | 48 – 16 (8 - 3) | Allemagne                                                                    | Stade national complutense, Madrid 2 000 spectateurs Arbitre : Claudio Blessano |
| 21 mars 2015 | Essai(s) : Goia 2 (20e, 45e), Rouet 2 (50e, 53e), Grammatico (64e), Barrera (66e), Recuerda Núñez (70e) Transformation(s) : Linklater 5 (45e, 51e, 65e, 67e, 70e) Pénalité(s) : Linklater (12e) |                 | Essai(s) : Manawatu (59e), Pilla (80e) Pénalité(s) : Hilsenbeck 2 (25e, 49e) | Stade national complutense, Madrid 2 000 spectateurs Arbitre : Claudio Blessano |
| 21 mars 2015 | |                 |                                                                              | Stade national complutense, Madrid 2 000 spectateurs Arbitre : Claudio Blessano |

Matchs retour
| 6 février 2016 | Roumanie | 39 – 14 (10 - 14) | Portugal                                                                            | Cluj Arena, Cluj-Napoca 3 000 spectateurs Arbitre : Iñigo Atorrasagasti |
| 6 février 2016 | Essai(s) : Shennan 2 (16e, 55e), Nistor 2 (43e, 60e), Radoi (66e) Transformation(s) : Vlaicu 4 (17e, 44e, 57e, 67e) Pénalité(s) : Vlaicu 2 (34e, 52e) |                   | Essai(s) : Diniz (21e), Van Den Toorn (27e) Transformation(s) : Guedes 2 (23e, 29e) | Cluj Arena, Cluj-Napoca 3 000 spectateurs Arbitre : Iñigo Atorrasagasti |
| 6 février 2016 | |                   |                                                                                     | Cluj Arena, Cluj-Napoca 3 000 spectateurs Arbitre : Iñigo Atorrasagasti |

| 6 février 2016 | Russie | 22 – 20 (14 - 6) | Espagne | Stade central, Sotchi 400 spectateurs Arbitre : Luke Pearce |
| 6 février 2016 | Essai(s) : Simplikevitch 2 (12e, 28e), Roudoï (76e) Transformation(s) : Kouchnariov 2 (13e, 29e) Pénalité(s) : Kouchnariov (50e) |                  | Essai(s) : Contardi (54e), de pénalité (74e) Transformation(s) : Griffiths (55e), Linklater (75e) Pénalité(s) : Linklater 2 (8e, 40e) | Stade central, Sotchi 400 spectateurs Arbitre : Luke Pearce |
| 6 février 2016 | |                  | | Stade central, Sotchi 400 spectateurs Arbitre : Luke Pearce |

| 6 février 2016 | Géorgie | 59 – 7 (26 - 7) | Allemagne                                                   | Stade de Rugby d'Avchala, Tbilissi 2 000 spectateurs Arbitre : Maxime Burlet |
| 6 février 2016 | Essai(s) : Gorgadze (11e), Nariashvili (25e), Nemsadze (29e), Peikrishvili (39e), Tkhilaishvili (50e), Lomidze 2 (57e, 65e), Khmaladze (69e), Sutiashvili (79e) Transformation(s) : Malaguradze 7 (12e, 25e, 40e, 50e, 57e, 65e, 70e) |                 | Essai(s) : Paine (5e) Transformation(s) : Soteras Merz (6e) | Stade de Rugby d'Avchala, Tbilissi 2 000 spectateurs Arbitre : Maxime Burlet |
| 6 février 2016 | |                 |                                                             | Stade de Rugby d'Avchala, Tbilissi 2 000 spectateurs Arbitre : Maxime Burlet |

| 13 février 2016 | Portugal                   | 3 – 29 (3 - 15) | Géorgie | Estádio Universitário de Lisboa, Lisbonne 700 spectateurs Arbitre : Ian Davies |
| 13 février 2016 | Pénalité(s) : Guedes (21e) |                 | Essai(s) : Tkhilaishvili (32e), Kvirikashvili (37e), Zhvania (41e), Sharikadze (64e) Transformation(s) : Kvirikashvili 3 (38e, 42e, 66e) Pénalité(s) : Kvirikashvili (19e) | Estádio Universitário de Lisboa, Lisbonne 700 spectateurs Arbitre : Ian Davies |
| 13 février 2016 |                            |                 | | Estádio Universitário de Lisboa, Lisbonne 700 spectateurs Arbitre : Ian Davies |

| 13 février 2016 | Espagne                                                                                                  | 18 – 21 (13 - 5) | Roumanie | Stade national complutense, Madrid 7 000 spectateurs Arbitre : Alexandre Ruiz |
| 13 février 2016 | Essai(s) : Ascarat 2 (36e, 59e) Transformation(s) : Linklater (37e) Pénalité(s) : Linklater 2 (11e, 21e) |                  | Essai(s) : Macovei (27e), Poparlan (44e) Transformation(s) : Vlaicu (45e) Pénalité(s) : Vlaicu 3 (48e, 66e, 70e) | Stade national complutense, Madrid 7 000 spectateurs Arbitre : Alexandre Ruiz |
| 13 février 2016 | |                  | | Stade national complutense, Madrid 7 000 spectateurs Arbitre : Alexandre Ruiz |

| 13 février 2016 | Russie | 46 – 20 (22 - 6) | Allemagne | Stade central, Sotchi Arbitre : Matteo Liperini |
| 13 février 2016 | Essai(s) : Galinovski (17e), Gressev (23e), Roudoï 2 (27e, 78e), Chtcherban (46e), Kouchnariov (67e), Babaïev (71e) Transformation(s) : Gaïssine 2 (17e, 27e), Kouchnariov 2 (68e, 78e) Pénalité(s) : Gaïssine (13e) |                  | Essai(s) : Otto (54e), Els (63e) Transformation(s) : Hilsenbeck 2 (55e, 63e) Pénalité(s) : Hilsenbeck 2 (19e, 29e) | Stade central, Sotchi Arbitre : Matteo Liperini |
| 13 février 2016 | |                  | | Stade central, Sotchi Arbitre : Matteo Liperini |

| 27 février 2016 | Géorgie | 38 – 7 (21 - 7) | Espagne                                                   | Stade Mikhaïl-Meskhi, Tbilissi 15 000 spectateurs Arbitre : Ben Whitehouse |
| 27 février 2016 | Essai(s) : de pénalité 2 (9e, 28e), Todua (33e), Kvirikashvili (51e), Mchedlidze (55e), Kacharava (66e) Transformation(s) : Kvirikashvili 4 (9e, 28e, 33e, 55e) |                 | Essai(s) : Goia (21e) Transformation(s) : Griffiths (21e) | Stade Mikhaïl-Meskhi, Tbilissi 15 000 spectateurs Arbitre : Ben Whitehouse |
| 27 février 2016 | |                 |                                                           | Stade Mikhaïl-Meskhi, Tbilissi 15 000 spectateurs Arbitre : Ben Whitehouse |

| 27 février 2016 | Roumanie | 30 – 0 (5 - 0) | Russie | Stadionul Emil Alexandrescu, Iași 6 000 spectateurs Arbitre : Lloyd Linton |
| 27 février 2016 | Essai(s) : Burcea (29e), Vlaicu (41e), Macovei (64e), Rose (80e+6) Transformation(s) : Vlaicu 2 (41e, 80e+8) Pénalité(s) : Vlaicu 2 (44e, 61e) |                |        | Stadionul Emil Alexandrescu, Iași 6 000 spectateurs Arbitre : Lloyd Linton |
| 27 février 2016 | |                |        | Stadionul Emil Alexandrescu, Iași 6 000 spectateurs Arbitre : Lloyd Linton |

| 27 février 2016 | Allemagne | 50 – 27 (24 - 8) | Portugal | Rudolf-Kalweit-Stadion, Hanovre 8 823 spectateurs Arbitre : Frank Murphy |
| 27 février 2016 | Essai(s) : von Grumbkow (14e), Otto 3 (19e, 50e, 55e), Poppmeier (40e), de pénalité (42e), van der Merwe (70e) Transformation(s) : Parkinson 6 (15e, 20e, 40e, 42e, 55e, 71e) Pénalité(s) : Parkinson (5e) |                  | Essai(s) : Appleton (3e), Diniz (53e), Noronha (58e), Guedes (80e+2) Transformation(s) : Guedes (59e, 80e+2) Pénalité(s) : Guedes (31e) | Rudolf-Kalweit-Stadion, Hanovre 8 823 spectateurs Arbitre : Frank Murphy |
| 27 février 2016 | |                  | | Rudolf-Kalweit-Stadion, Hanovre 8 823 spectateurs Arbitre : Frank Murphy |

| 12 mars 2016 | Russie                                                          | 7 – 24 (0 - 10) | Géorgie | Stade central, Sotchi 3 500 spectateurs Arbitre : Matthew Carley |
| 12 mars 2016 | Essai(s) : Gaïssine (73e) Transformation(s) : Kouchnariov (73e) |                 | Essai(s) : Mchedlidze (20e), Peikrishvili (49e), Nemsadze (62e) Transformation(s) : Kvirikashvili 3 (21e, 50e, 63e) Pénalité(s) : Kvirikashvili (14e) | Stade central, Sotchi 3 500 spectateurs Arbitre : Matthew Carley |
| 12 mars 2016 |                                                                 |                 | | Stade central, Sotchi 3 500 spectateurs Arbitre : Matthew Carley |

| 12 mars 2016 | Espagne | 39 – 7 (18 - 0) | Portugal                                                 | Stade national complutense, Madrid 10 500 spectateurs Arbitre : Sean Gallagher |
| 12 mars 2016 | Essai(s) : Contardi (6e), Goia (16e), Auzqui 2 (50e, 56e), Maiquez (79e) Transformation(s) : Linklater 4 (8e, 52e, 57e, 80e+1) Pénalité(s) : Linklater 2 (3e, 40e+1) |                 | Essai(s) : Vareta (31e) Transformation(s) : Guedes (32e) | Stade national complutense, Madrid 10 500 spectateurs Arbitre : Sean Gallagher |
| 12 mars 2016 | |                 |                                                          | Stade national complutense, Madrid 10 500 spectateurs Arbitre : Sean Gallagher |

| 12 mars 2016 | Roumanie | 61 – 7 (27 - 0) | Allemagne                                                 | Stadionul Emil Alexandrescu, Iași Arbitre : Claudio Blessano |
| 12 mars 2016 | Essai(s) : Apostol (8e), Tonița (33e), Lucaci (37e), Burcea (44e), Kinikinilau 3 (52e, 75e, 80e+2), Shennan (66e) Transformation(s) : Vlaicu 5 (9e, 34e, 38e, 53e, 67e), Bratu (76e) Pénalité(s) : Vlaicu 3 (15e, 24e, 59e) |                 | Essai(s) : Schösser (70e) Transformation(s) : Bosch (70e) | Stadionul Emil Alexandrescu, Iași Arbitre : Claudio Blessano |
| 12 mars 2016 | |                 |                                                           | Stadionul Emil Alexandrescu, Iași Arbitre : Claudio Blessano |

| 19 mars 2016 | Géorgie | 38 – 9 (19 - 9) | Roumanie                               | Stade Boris-Paichadze, Tbilissi 40 000 spectateurs Arbitre : Tual Trainini |
| 19 mars 2016 | Essai(s) : Peikrishvili 2 (3e, 38e), Todua (18e), Chkhaidze (43e), Nemsadze (57e), Asieshvili (80e) Transformation(s) : Kvirikashvili 3 (4e, 39e, 43e), Malaguradze (80e) |                 | Pénalité(s) : Vlaicu 3 (13e, 31e, 35e) | Stade Boris-Paichadze, Tbilissi 40 000 spectateurs Arbitre : Tual Trainini |
| 19 mars 2016 | |                 |                                        | Stade Boris-Paichadze, Tbilissi 40 000 spectateurs Arbitre : Tual Trainini |

| 19 mars 2016 | Portugal | 21 – 53 (14 - 22) | Russie | Estádio Universitário de Lisboa, Lisbonne Arbitre : Thomas Charabas |
| 19 mars 2016 | Essai(s) : Vilela Pereira (19e), Magalhaes (35e), Cardoso (66e) Transformation(s) : Guedes 3 (19e, 35e, 67e) |                   | Essai(s) : Artemiev (16e), Simplikevich 2 (30e, 58e), Roudoï 2 (40e+2, 51e), Gressev (46e), Gaïssine (80e+1) Transformation(s) : Kouchnariov 5 (31e, 40e+3, 47e, 52e, 59e), Ianiouchkine (80e+2) Pénalité(s) : Kouchnariov 2 (25e, 41e) | Estádio Universitário de Lisboa, Lisbonne Arbitre : Thomas Charabas |
| 19 mars 2016 | |                   | | Estádio Universitário de Lisboa, Lisbonne Arbitre : Thomas Charabas |

| 19 mars 2016 | Allemagne                                                           | 17 – 17 (9 - 14) | Espagne                                                               | Sportpark Höhenberg, Cologne 6 100 spectateurs Arbitre : Radu Petrescu |
| 19 mars 2016 | Essai(s) : Otto (76e) Pénalité(s) : Parkinson 4 (5e, 20e, 28e, 69e) |                  | Essai(s) : Auzqui (33e) Pénalité(s) : Griffiths 4 (9e, 15e, 22e, 59e) | Sportpark Höhenberg, Cologne 6 100 spectateurs Arbitre : Radu Petrescu |
| 19 mars 2016 |                                                                     |                  |                                                                       | Sportpark Höhenberg, Cologne 6 100 spectateurs Arbitre : Radu Petrescu |

### Statistiques individuelles

#### Meilleurs marqueurs
| Rang | Joueur                | Équipe    | Essais |
| ---- | --------------------- | --------- | ------ |
| 1    | Zurab Zhvania         | Géorgie   | 5      |
| 2    | Julen Goia            | Espagne   | 4      |
| 3    | Adrian Marian Apostol | Roumanie  | 3      |
| -    | Kehoma Brenner        | Allemagne | 3      |
| -    | Davit Kacharava       | Géorgie   | 3      |
| -    | Guillaume Rouet       | Espagne   | 3      |
| 7    | Denis Antonov         | Russie    | 2      |
| -    | Vassili Artemiev      | Russie    | 2      |
| -    | Valentin Calafeteanu  | Roumanie  | 2      |
| -    | Martin Heredia        | Espagne   | 2      |
| -    | Lasha Khmaladze       | Géorgie   | 2      |
| -    | Igor Kourachov        | Russie    | 2      |
| -    | Martin Enrique        | Espagne   | 2      |
| -    | Sandro Todua          | Géorgie   | 2      |
| -    | Alexeï Volkov         | Russie    | 2      |
| -    | Jesus Recuerda Nunez  | Espagne   | 2      |
| 17   | Karlen Asieshvili     | Géorgie   | 1      |
| -    | Sergi Aubanell        | Espagne   | 1      |
| -    | Ionut Botezatu        | Roumanie  | 1      |
| -    | Nuno Costa            | Portugal  | 1      |
| -    | Catalin Dascalu       | Roumanie  | 1      |
| -    | Giorgi Khutsishvili   | Géorgie   | 1      |
| -    | Steffen Liebig        | Allemagne | 1      |
| -    | Viorel Lucaci         | Roumanie  | 1      |
| -    | Mihai Macovei         | Roumanie  | 1      |
| -    | Nava de olano         | Espagne   | 1      |
| -    | Giorgi Nemsadze       | Géorgie   | 1      |
| -    | Tomas Noronha         | Portugal  | 1      |
| -    | Stanislas Selski      | Russie    | 1      |
| -    | Marius Sirbe          | Roumanie  | 1      |
| -    | Afonso Sousa          | Portugal  | 1      |
| -    | Andrei Ursache        | Roumanie  | 1      |
| -    | Vilanueva Martin      | Espagne   | 1      |
| -    | Alexeï Panassenko     | Russie    | 1      |
| -    | Alexeï Chtcherban     | Russie    | 1      |
| -    | S.Vassalo Santos      | Portugal  | 1      |
| -    | Fabien Grammatico     | Espagne   | 1      |
| -    | David Barrera         | Espagne   | 1      |
| -    | Umberto Pilla         | Allemagne | 1      |
| -    | Kieran Manawatu       | Allemagne | 1      |

#### Meilleurs réalisateurs
| Rang | Joueur                 | Équipe    | Points | Essais | Transf. | Pén. | Drops |
| ---- | ---------------------- | --------- | ------ | ------ | ------- | ---- | ----- |
| 1    | Merab Kvirikashvili    | Géorgie   | 64     | -      | 5       | 18   | -     |
| 2    | Valentin Calafeteanu   | Roumanie  | 40     | 2      | 6       | 6    | -     |
| 3    | Pedro Bettencourt      | Portugal  | 26     | -      | 1       | 8    | -     |
| 4    | Zurab Zhvania          | Géorgie   | 25     | 5      | -       | -    | -     |
| 5    | Iouri Kouchnariov      | Russie    | 23     | -      | 4       | 5    | -     |
| 6    | Bradley Linklater      | Espagne   | 21     | -      | 6       | 3    | -     |
| 7    | Ramil Gaïssine         | Russie    | 20     | -      | 4       | 3    | -     |
| -    | Julen Goia             | Espagne   | 20     | 4      | -       | -    | -     |
| 9    | Lasha Khmaladze        | Géorgie   | 18     | 2      | 4       | -    | -     |
| -    | Guillaume Rouet        | Espagne   | 18     | 3      | -       | 1    | -     |
| 11   | Christopher Hilsenbeck | Allemagne | 16     | -      | 2       | 4    | -     |
| 12   | Adrian Marian Apostol  | Roumanie  | 15     | 3      | -       | -    | -     |
| -    | Kehoma Brenner         | Allemagne | 15     | 3      | -       | -    | -     |
| -    | David Kacharava        | Géorgie   | 15     | 3      | -       | -    | -     |
| 15   | Sergi Aubanell         | Espagne   | 14     | 1      | -       | 3    | -     |
| 16   | Jeremy Te Huia         | Allemagne | 12     | -      | -       | 3    | 1     |
| -    | Florin Vlaicu          | Roumanie  | 12     | -      | -       | 4    | -     |
| 18   | Denis Antonov          | Russie    | 10     | 2      | -       | -    | -     |
| -    | Vassili Artemiev       | Russie    | 10     | 2      | -       | -    | -     |
| -    | Martin Heredia         | Espagne   | 10     | 2      | -       | -    | -     |
| -    | Igor Kourachov         | Russie    | 10     | 2      | -       | -    | -     |
| -    | Martin Enrique         | Espagne   | 10     | 2      | -       | -    | -     |
| -    | Sandro Todua           | Géorgie   | 10     | 2      | -       | -    | -     |
| -    | Alexeï Volkov          | Russie    | 10     | 2      | -       | -    | -     |
| -    | Jesus Recuerda Nuvez   | Espagne   | 10     | 2      | -       | -    | -     |

## Division 1B

### Classement
| Rang | Pays         | J  | V | N | D  | Bo | Bd | Pm  | Pe  | Diff | Pts |
| ---- | ------------ | -- | - | - | -- | -- | -- | --- | --- | ---- | --- |
| 1    | Belgique (R) | 10 | 9 | 0 | 1  | 4  | 1  | 316 | 143 | +173 | 41  |
| 2    | Ukraine      | 10 | 8 | 0 | 2  | 4  | 0  | 244 | 165 | +79  | 36  |
| 3    | Moldavie     | 10 | 5 | 0 | 5  | 4  | 3  | 245 | 167 | +78  | 27  |
| 4    | Pays-Bas (P) | 10 | 4 | 0 | 6  | 3  | 3  | 194 | 197 | -3   | 22  |
| 5    | Pologne      | 10 | 4 | 0 | 6  | 1  | 1  | 191 | 262 | -71  | 18  |
| 6    | Suède        | 10 | 0 | 0 | 10 | 0  | 1  | 120 | 376 | -256 | 1   |

|  | Promu en Division 1A (no 1).            |
|  | Relégué en Division 2A (no 6).          |
|  | R : relégué en 2014 • P : promu en 2014 |

### Résultats détaillés

#### Tableau des résultats
| Pays     | BEL   | MOL   | PAY   | POL   | SUE   | UKR   |
| -------- | ----- | ----- | ----- | ----- | ----- | ----- |
| Belgique |       | 17-14 | 32-8  | 53-23 | 71-10 | 25-10 |
| Moldavie | 9-10  |       | 22-13 | 48-25 | 57-8  | 29-15 |
| Pays-Bas | 21-23 | 18-10 |       | 40-16 | 24-14 | 27-30 |
| Pologne  | 11-21 | 18-14 | 9-8   |       | 29-17 | 17-20 |
| Suède    | 20-48 | 7-25  | 23-25 | 11-29 |       | 0-45  |
| Ukraine  | 17-16 | 36-17 | 18-10 | 30-14 | 23-10 |       |

|  | Victoire à domicile |  | Match nul |  | Défaite à domicile |

#### Détail des résultats
Matchs aller
| 6 septembre 2014 | Pologne | 29 - 17 (14 - 10) | Suède | Stade Kazimierz Sosnkowski, Varsovie 5 000 spectateurs Arbitre : Radu Petrescu |
| 6 septembre 2014 | Essai(s) : Gasik 2 (5e, 33e), Zeszutek (44e), Buczek (79e) Transformation(s) : Dawid 3 (5e, 33e, 44e) Pénalité(s) : Dawid (77e) |                   | Essai(s) : Edwards (18e), de pénalité (68e) Transformation(s) : Erasmus 2 (18e, 69e) Pénalité(s) : Erasmus (23e) | Stade Kazimierz Sosnkowski, Varsovie 5 000 spectateurs Arbitre : Radu Petrescu |
| 6 septembre 2014 | |                   | | Stade Kazimierz Sosnkowski, Varsovie 5 000 spectateurs Arbitre : Radu Petrescu |

| 18 octobre 2014 | Pologne                               | 9 - 8 (6 - 3) | Pays-Bas                                        | Stade Kazimierz Sosnkowski, Varsovie 5 000 spectateurs Arbitre : Maxime Burlet |
| 18 octobre 2014 | Pénalité(s) : Dawid 3 (10e, 13e, 73e) |               | Essai(s) : Mol (63e) Pénalité(s) : Koenen (17e) | Stade Kazimierz Sosnkowski, Varsovie 5 000 spectateurs Arbitre : Maxime Burlet |
| 18 octobre 2014 |                                       |               |                                                 | Stade Kazimierz Sosnkowski, Varsovie 5 000 spectateurs Arbitre : Maxime Burlet |

| 18 octobre 2014 | Suède | 0 - 45 (0 - 31) | Ukraine | Korsängens Rugby Arena, Enköping Arbitre : Graeme Wells |
| 18 octobre 2014 |       | Essai(s) : Krasnodemskyi 2 (6e, 32e), Garkavyi 2 (20e, 37e), Kosariev (55e), Vertyletskyi (80e) Transformation(s) : Kosariev 3 (21e, 55e, 80e) Pénalité(s) : Kosariev 2 (16e, 40e) Drop(s) : Voitov (30e) |         | Korsängens Rugby Arena, Enköping Arbitre : Graeme Wells |
| 18 octobre 2014 |       | |         | Korsängens Rugby Arena, Enköping Arbitre : Graeme Wells |

| 8 novembre 2014 | Moldavie | 29 – 15 (17 - 10) | Ukraine | Stadionul Dinamo, Chișinău 2 000 spectateurs Arbitre : Thomas Charabas |
| 8 novembre 2014 | Essai(s) : Chirila (6e), Cavcaliuc (21e), Dorogan (32e), Gajion (65e), M Cobîlaș (73e) Transformation(s) : Felston 2 (32e, 65e) |                   | Essai(s) : Krasnodemskyi (12e), Khomenko (58e) Transformation(s) : Snisarenko (12e) Pénalité(s) : Snisarenko (18e) | Stadionul Dinamo, Chișinău 2 000 spectateurs Arbitre : Thomas Charabas |
| 8 novembre 2014 | |                   | | Stadionul Dinamo, Chișinău 2 000 spectateurs Arbitre : Thomas Charabas |

| 15 novembre 2014 | Moldavie | 48 – 25 (31 - 13) | Pologne | Stadionul Dinamo, Chișinău 900 spectateurs Arbitre : Giuseppe Vivarini |
| 15 novembre 2014 | Essai(s) : Prepeliţă 4 (7e, 32e, 65e, 75e), Gajion (16e), D. Arhip 2 (21e, 42e), de pénalité (29e) Transformation(s) : Felston (17e), Golubenco 3 (29e, 33e, 65e) |                   | Essai(s) : Kwiatkowski (38e), Rokicki 2 (46e, 50e) Transformation(s) : Banaszek 2 (38e, 46e) Pénalité(s) : Banaszek 2 (4e, 40e+4) | Stadionul Dinamo, Chișinău 900 spectateurs Arbitre : Giuseppe Vivarini |
| 15 novembre 2014 | |                   | | Stadionul Dinamo, Chișinău 900 spectateurs Arbitre : Giuseppe Vivarini |

| 15 novembre 2014 | Belgique | 25 – 10 (6 - 7) | Ukraine                                                                                  | Stade ADEPS de Jambes, Namur 1 500 spectateurs Arbitre : Radu Petrescu |
| 15 novembre 2014 | Essai(s) : Berger (48e) Transformation(s) : Meeùs (49e) Pénalité(s) : Meeùs 6 (4e, 40e, 54e, 71e, 77e, 80e) |                 | Essai(s) : Polianskyi (18e) Transformation(s) : Voitov (19e) Pénalité(s) : Shakura (45e) | Stade ADEPS de Jambes, Namur 1 500 spectateurs Arbitre : Radu Petrescu |
| 15 novembre 2014 | |                 |                                                                                          | Stade ADEPS de Jambes, Namur 1 500 spectateurs Arbitre : Radu Petrescu |

| 22 novembre 2014 | Moldavie | 57 – 8 (21 - 3) | Suède                                                   | Stadionul Dinamo, Chișinău 500 spectateurs Arbitre : Tomáš Tuma |
| 22 novembre 2014 | Essai(s) : Prepeliţă 3 (11e, 22e, 63e), Gajion (34e), Romanov 3 (43e, 47e, 69e), Artic (55e), Volosciuc (79e) Transformation(s) : Golubenco 6 (12e, 23e, 35e, 44e, 56e, 64e) |                 | Essai(s) : Chamberlain (71e) Pénalité(s) : Gowland (9e) | Stadionul Dinamo, Chișinău 500 spectateurs Arbitre : Tomáš Tuma |
| 22 novembre 2014 | |                 |                                                         | Stadionul Dinamo, Chișinău 500 spectateurs Arbitre : Tomáš Tuma |

| 21 février 2015 | Pays-Bas | 21 – 23 (18 - 18) | Belgique | NRCA Stadium, Amsterdam 1 000 spectateurs Arbitre : Leo Colgan |
| 21 février 2015 | Essai(s) : Mol (35e), van Overeem (39e) Transformation(s) : Koenen (40e) Pénalité(s) : Koenen 2 (25e, 32e), Carroll (77e) |                   | Essai(s) : de pénalité (15e), Lescarboura 2 (27e, 80e) Transformation(s) : Meeùs (15e) Pénalité(s) : Meeùs 2 (8e, 23e) | NRCA Stadium, Amsterdam 1 000 spectateurs Arbitre : Leo Colgan |
| 21 février 2015 | |                   | | NRCA Stadium, Amsterdam 1 000 spectateurs Arbitre : Leo Colgan |

| 28 février 2015 | Pays-Bas                                                                     | 18 – 10 (13 - 0) | Moldavie                       | NRCA Stadium, Amsterdam 1 000 spectateurs Arbitre : Paulo Duarte |
| 28 février 2015 | Essai(s) : Danen (27e), Visser (40e), Koenen (72e) Pénalité(s) : Koenen (5e) |                  | Essai(s) : Titica 2 (53e, 79e) | NRCA Stadium, Amsterdam 1 000 spectateurs Arbitre : Paulo Duarte |
| 28 février 2015 |                                                                              |                  |                                | NRCA Stadium, Amsterdam 1 000 spectateurs Arbitre : Paulo Duarte |

| 14 mars 2015 | Belgique | 17 – 14 (14 - 0) | Moldavie                                                                                  | Petit Heysel, Bruxelles Arbitre : Iñigo Atorrasagasti |
| 14 mars 2015 | Essai(s) : Debaty (17e), T. Demolder (35e) Transformation(s) : Williams 2 (19e, 36e) Pénalité(s) : Williams (47e) |                  | Essai(s) : Titica (42e), V Cobîlaș (57e) Transformation(s) : Manoli (43e), Petrache (58e) | Petit Heysel, Bruxelles Arbitre : Iñigo Atorrasagasti |
| 14 mars 2015 | |                  |                                                                                           | Petit Heysel, Bruxelles Arbitre : Iñigo Atorrasagasti |

| 28 mars 2015 | Belgique | 71 – 10 (45 - 10) | Suède                                                                                  | Gemeentelijk Stadion, Zaventem 950 spectateurs Arbitre : Ben Whitehouse |
| 28 mars 2015 | Essai(s) : T. Demolder (7e), Lescarboura 3 (10e, 36e, 46e), Williams (18e), Miriallakis 3 (22e, 27e, 39e), F. Piron 2 (54e, 74e), Sensee (59e) Transformation(s) : Williams 7 (7e, 10e, 22e, 27e, 39e, 46e, 54e), Villar (74e) |                   | Essai(s) : Austa (25e) Transformation(s) : Nilserius (25e) Pénalité(s) : Edwards (13e) | Gemeentelijk Stadion, Zaventem 950 spectateurs Arbitre : Ben Whitehouse |
| 28 mars 2015 | |                   |                                                                                        | Gemeentelijk Stadion, Zaventem 950 spectateurs Arbitre : Ben Whitehouse |

| 18 avril 2015 | Belgique | 53 – 23 (27 - 9) | Pologne | Petit Heysel, Bruxelles Arbitre : Matteo Liperini |
| 18 avril 2015 | Essai(s) : Reynaert 2 (2e, 24e), G. Piron (8e), Lescarboura (40e), Billi (51e), Dubois (56e), Boucar (74e), K.Williams (76e) Transformation(s) : F. Piron 2 (8e, 24e), Meeùs 3 (51e, 56e, 74e) Pénalité(s) : F.Piron (29e) |                  | Essai(s) : Bartoszek (67e), Perzak (70e) Transformation(s) : Banaszek 2 (67e, 70e) Pénalité(s) : Banaszek 2 (33e, 36e) Drop(s) : Poplawski (18e) | Petit Heysel, Bruxelles Arbitre : Matteo Liperini |
| 18 avril 2015 | |                  | | Petit Heysel, Bruxelles Arbitre : Matteo Liperini |

| 9 mai 2015 | Pologne                                                               | 17 – 20 (11 - 10) | Ukraine | Arena Lublin, Lublin 7 500 spectateurs Arbitre : Tomáš Tuma |
| 9 mai 2015 | Essai(s) : Rokicki (3e) Pénalité(s) : Banaszek 4 (21e, 28e, 56e, 69e) |                   | Essai(s) : Kramarenko (9e), Chaika (51e) Transformation(s) : Kosariev 2 (9e, 51e) Pénalité(s) : Kosariev 2 (14e, 80e+4) | Arena Lublin, Lublin 7 500 spectateurs Arbitre : Tomáš Tuma |
| 9 mai 2015 |                                                                       |                   | | Arena Lublin, Lublin 7 500 spectateurs Arbitre : Tomáš Tuma |

| 23 mai 2015 | Ukraine                                                                               | 18 – 10 (0 - 3) | Pays-Bas                                                                             | Spartak Stadium, Odessa 4 000 spectateurs Arbitre : Patrick Pechambert |
| 23 mai 2015 | Essai(s) : Ponomarenko (60e), Garkavyi (70e), Kosariev (78e) Drop(s) : Kosariev (52e) |                 | Essai(s) : Mambo (56e) Transformation(s) : van Osch (57e) Pénalité(s) : Carroll (3e) | Spartak Stadium, Odessa 4 000 spectateurs Arbitre : Patrick Pechambert |
| 23 mai 2015 |                                                                                       |                 |                                                                                      | Spartak Stadium, Odessa 4 000 spectateurs Arbitre : Patrick Pechambert |

| 30 mai 2015 | Pays-Bas | 24 – 14 (5 - 7) | Suède                                                                                  | NRCA Stadium, Amsterdam 1 000 spectateurs Arbitre : Iñigo Atorrasagasti |
| 30 mai 2015 | Essai(s) : Roovers (7e), Beakey (41e), Koenen (66e), Mambo (72e) Transformation(s) : Koenen (41e), van Osch (66e) |                 | Essai(s) : Rappestad (21e), Eaton (62e) Transformation(s) : Eaton (21e), Erasmus (62e) | NRCA Stadium, Amsterdam 1 000 spectateurs Arbitre : Iñigo Atorrasagasti |
| 30 mai 2015 | |                 |                                                                                        | NRCA Stadium, Amsterdam 1 000 spectateurs Arbitre : Iñigo Atorrasagasti |

Matchs retour
| 12 septembre 2015 | Suède                                                        | 11 – 29 (5 - 17) | Pologne | Korsängens Rugby Arena, Enköping 325 spectateurs |
| 12 septembre 2015 | Essai(s) : Gowland (8e) Pénalité(s) : Johansson 2 (46e, 51e) |                  | Essai(s) : Gruszczynski 2 (20e, 68e), Bobryk (33e), Rakowski (65e) Transformation(s) : Banaszek 3 (20e, 33e, 68e) Pénalité(s) : Banaszek (23e) | Korsängens Rugby Arena, Enköping 325 spectateurs |
| 12 septembre 2015 |                                                              |                  | | Korsängens Rugby Arena, Enköping 325 spectateurs |

| 26 septembre 2015 | Suède | 20 – 48 (13 - 22) | Belgique | Korsängens Rugby Arena, Enköping 1 000 spectateurs Arbitre : Stuart Gaffikin |
| 26 septembre 2015 | Essai(s) : Johansson (32e), Darbyshire (47e) Transformation(s) : Erasmus 2 (32e, 48e) Pénalité(s) : Erasmus 2 (8e, 18e) |                   | Essai(s) : Lescarboura 2 (22e, 40e), Corradi (36e), Vocea (44e), de pénalité 2 (55e, 65e), Sensee (58e) Transformation(s) : F. Piron 5 (37e, 40e, 55e, 59e, 65e) Pénalité(s) : F.Piron (4e) | Korsängens Rugby Arena, Enköping 1 000 spectateurs Arbitre : Stuart Gaffikin |
| 26 septembre 2015 | |                   | | Korsängens Rugby Arena, Enköping 1 000 spectateurs Arbitre : Stuart Gaffikin |

| 10 octobre 2015 | Ukraine | 17 – 16 (10 - 3) | Belgique                                                                                                 | Stadion Nalogovogo Universiteta, Irpin Arbitre : Radu Petrescu |
| 10 octobre 2015 | Essai(s) : Garkaviyi 2 (8e, 80e+1) Transformation(s) : Kosariev 2 (10e, 80e+2) Pénalité(s) : Kosariev (13e) |                  | Essai(s) : Lescarboura (49e) Transformation(s) : Williams (50e) Pénalité(s) : Williams 3 (20e, 46e, 54e) | Stadion Nalogovogo Universiteta, Irpin Arbitre : Radu Petrescu |
| 10 octobre 2015 | |                  | | Stadion Nalogovogo Universiteta, Irpin Arbitre : Radu Petrescu |

| 17 octobre 2015 | Ukraine | 30 – 14 (15 - 0) | Pologne                                                                              | Podillya Stadium, Khmelnytskyï 3 180 spectateurs Arbitre : Vlad Iordachescu |
| 17 octobre 2015 | Essai(s) : Tserkovniy 2 (22e, 39e), Sukhikh (75e), Kirsanov (80e) Transformation(s) : Kosariev 2 (23e, 80e+1) Pénalité(s) : Kosariev 2 (7e, 46e) |                  | Essai(s) : Bartoszek (43e), Szrejber (55e) Transformation(s) : Banaszek 2 (44e, 56e) | Podillya Stadium, Khmelnytskyï 3 180 spectateurs Arbitre : Vlad Iordachescu |
| 17 octobre 2015 | |                  |                                                                                      | Podillya Stadium, Khmelnytskyï 3 180 spectateurs Arbitre : Vlad Iordachescu |

| 7 novembre 2015 | Suède                                                                | 7 – 25 (0 - 20) | Moldavie | Lindängen IP KI, Malmö 200 spectateurs Arbitre : Tomáš Tůma |
| 7 novembre 2015 | Essai(s) : TK Johansson (76e) Transformation(s) : TK Johansson (76e) |                 | Essai(s) : Titica 2(6e, 54e), Prepeliţă 2 (14e, 37e) Transformation(s) : Golubenco (6e) Pénalité(s) : Golubenco (11e) | Lindängen IP KI, Malmö 200 spectateurs Arbitre : Tomáš Tůma |
| 7 novembre 2015 |                                                                      |                 | | Lindängen IP KI, Malmö 200 spectateurs Arbitre : Tomáš Tůma |

| 14 novembre 2015 | Pologne | 18 – 14 (3 - 0) | Moldavie                                                                           | Stade Kazimierz Sosnkowski, Varsovie Arbitre : Aitor Atorrasagasti |
| 14 novembre 2015 | Essai(s) : Sirocki (71e), Wilczuk (74e) Transformation(s) : Banaszek (75e) Pénalité(s) : Banaszek 2 (13e, 52e) |                 | Essai(s) : Castravet (55e), Gajion (78e) Transformation(s) : Petrache 2 (56e, 78e) | Stade Kazimierz Sosnkowski, Varsovie Arbitre : Aitor Atorrasagasti |
| 14 novembre 2015 | |                 |                                                                                    | Stade Kazimierz Sosnkowski, Varsovie Arbitre : Aitor Atorrasagasti |

| 20 février 2016 | Belgique | 32 – 8 (17 - 3) | Pays-Bas                                          | Petit Heysel, Bruxelles Arbitre : Vlad Iordachescu |
| 20 février 2016 | Essai(s) : Lescarboura (18e), Williams (25e), de pénalité (74e), Coupe (78e) Transformation(s) : Williams 2 (18e, 26e), F. Piron (74e) Pénalité(s) : Williams (31e), F. Piron (58e) |                 | Essai(s) : Twigt (53e) Pénalité(s) : Volker (12e) | Petit Heysel, Bruxelles Arbitre : Vlad Iordachescu |
| 20 février 2016 | |                 |                                                   | Petit Heysel, Bruxelles Arbitre : Vlad Iordachescu |

| 12 mars 2016 | Moldavie                                    | 9 – 10 (6 - 3) | Belgique                                                                             | Stadionul Dinamo, Chișinău 700 spectateurs Arbitre : Elia Rizzo |
| 12 mars 2016 | Pénalité(s) : Golubenco 3 (23e, 40e+3, 73e) |                | Essai(s) : Benoy (80e+1) Transformation(s) : Meeus (80e+1) Pénalité(s) : Meeus (25e) | Stadionul Dinamo, Chișinău 700 spectateurs Arbitre : Elia Rizzo |
| 12 mars 2016 |                                             |                |                                                                                      | Stadionul Dinamo, Chișinău 700 spectateurs Arbitre : Elia Rizzo |

| 19 mars 2016 | Pologne                                                | 11 – 21 (3 - 13) | Belgique | Stade Kazimierz Sosnkowski, Varsovie Arbitre : Ian Tempest |
| 19 mars 2016 | Essai(s) : Gasik (42e) Pénalité(s) : Gasik 2 (7e, 66e) |                  | Essai(s) : Lescarboura (14e), Cocqu (75e) Transformation(s) : Meeus (15e) Pénalité(s) : Meeus 3 (3e, 33e, 60e) | Stade Kazimierz Sosnkowski, Varsovie Arbitre : Ian Tempest |
| 19 mars 2016 |                                                        |                  | | Stade Kazimierz Sosnkowski, Varsovie Arbitre : Ian Tempest |

| 19 mars 2016 | Moldavie | 22 – 13 (10 - 3) | Pays-Bas                                                        | Stadionul Dinamo, Chișinău 400 spectateurs Arbitre : Tomáš Tůma |
| 19 mars 2016 | Essai(s) : Ungureanu (32e), Romanov (43e), V. Arhip (53e) Transformation(s) : Golubenco 2 (33e, 54e) Pénalité(s) : Golubenco (8e) |                  | Essai(s) : Beakey (76e), Danen (79e) Pénalité(s) : Carroll (5e) | Stadionul Dinamo, Chișinău 400 spectateurs Arbitre : Tomáš Tůma |
| 19 mars 2016 | |                  |                                                                 | Stadionul Dinamo, Chișinău 400 spectateurs Arbitre : Tomáš Tůma |

| 30 avril 2016 | Pays-Bas | 40 – 16 (16 - 11) | Pologne                                                                      | NRCA Stadium, Amsterdam 5 000 spectateurs Arbitre : Frank Himmer |
| 30 avril 2016 | Essai(s) : Altink (23e), Danen (32e), Roovers (44e), Mambo (64e), Rademaker (78e), Povel (80e+2) Transformation(s) : Koenen 2 (45e, 80e+3) Pénalité(s) : Carroll 2 (2e, 14e) |                   | Essai(s) : Babryk (19e), Nowicki (70e) Pénalité(s) : Kępa (11e), Gasik (29e) | NRCA Stadium, Amsterdam 5 000 spectateurs Arbitre : Frank Himmer |
| 30 avril 2016 | |                   |                                                                              | NRCA Stadium, Amsterdam 5 000 spectateurs Arbitre : Frank Himmer |

| 30 avril 2016 | Ukraine | 23 – 10 (10 - 3) | Suède                                                                                | Spartak Stadium, Kiev 400 spectateurs Arbitre : Paulo Duarte |
| 30 avril 2016 | Essai(s) : Ponomarenko (17e), Zalizniak (80e) Transformation(s) : Kosariev 2 (18e, 80e) Pénalité(s) : Kosariev 3 (40e, 42e, 48e) |                  | Essai(s) : Ensta (50e) Transformation(s) : Murphy (51e) Pénalité(s) : Rissanen (14e) | Spartak Stadium, Kiev 400 spectateurs Arbitre : Paulo Duarte |
| 30 avril 2016 | |                  |                                                                                      | Spartak Stadium, Kiev 400 spectateurs Arbitre : Paulo Duarte |

| 7 mai 2016 | Pays-Bas | 27 – 30 (17 - 10) | Ukraine | NRCA Stadium, Amsterdam 2 000 spectateurs Arbitre : Graeme Wells |
| 7 mai 2016 | Essai(s) : Viguurs 2 (12e, 40e), Twigt (62e), Shakura (79e) Transformation(s) : Koenen 2 (14e, 40e+1) Pénalité(s) : Koenen (9e) |                   | Essai(s) : Kirsanov (34e), Orlov 2 (46e, 51e), Hurylov (70e) Transformation(s) : Kosariev 2 (35e, 52e) Pénalité(s) : Kosariev (22e) Drop(s) : Tserkovniy (80e) | NRCA Stadium, Amsterdam 2 000 spectateurs Arbitre : Graeme Wells |
| 7 mai 2016 | |                   | | NRCA Stadium, Amsterdam 2 000 spectateurs Arbitre : Graeme Wells |

| 14 mai 2016 | Suède                                                                                                   | 23 – 25 (6 - 15) | Pays-Bas | Korsängens Rugby Arena, Enköping 300 spectateurs Arbitre : Sam Grove-White |
| 14 mai 2016 | Essai(s) : Burke 3 (51e, 61e, 64e) Transformation(s) : Gowland (64e) Pénalité(s) : Erasmus 2 (15e, 34e) |                  | Essai(s) : Mambo (3e), Stew (27e), Twigt (47e) Transformation(s) : Koenen 2 (27e, 47e) Pénalité(s) : Koenen (17e) Drop(s) : Koenen (71e) | Korsängens Rugby Arena, Enköping 300 spectateurs Arbitre : Sam Grove-White |
| 14 mai 2016 | |                  | | Korsängens Rugby Arena, Enköping 300 spectateurs Arbitre : Sam Grove-White |

| 15 mai 2016 | Ukraine | 36 – 17 (24 - 3) | Moldavie | Spartak Stadium, Odessa 1 000 spectateurs Arbitre : Cédric Marchant |
| 15 mai 2016 | Essai(s) : Radchuk 2 (23e, 29e), Deliyergiev (33e), Kravchenko (60e), Chaika (74e) Transformation(s) : Kosariev 4 (24e, 30e, 34e, 75e) Pénalité(s) : Kosariev (10e) |                  | Essai(s) : de pénalité (45e), Mahu (69e) Transformation(s) : Galubenko 2 (46e, 70e) Pénalité(s) : Galubenko (6e) | Spartak Stadium, Odessa 1 000 spectateurs Arbitre : Cédric Marchant |
| 15 mai 2016 | |                  | | Spartak Stadium, Odessa 1 000 spectateurs Arbitre : Cédric Marchant |

## Division 2A

### Classement
| Rang | Pays                   | J | V | N | D | Bo | Bd | Pm  | Pe  | Diff | Pts |
| ---- | ---------------------- | - | - | - | - | -- | -- | --- | --- | ---- | --- |
| 1    | Suisse                 | 8 | 7 | 0 | 1 | 5  | 0  | 223 | 120 | +103 | 33  |
| 2    | République tchèque (R) | 8 | 6 | 1 | 1 | 5  | 1  | 192 | 119 | +73  | 32  |
| 3    | Croatie                | 8 | 3 | 0 | 5 | 3  | 2  | 166 | 217 | -51  | 17  |
| 4    | Malte                  | 8 | 3 | 0 | 5 | 1  | 3  | 153 | 181 | -28  | 16  |
| 5    | Israël (P)             | 8 | 0 | 1 | 7 | 0  | 1  | 129 | 226 | -97  | 4   |

|  | Promu en Division 1B (no 1).            |
|  | R : relégué en 2014 • P : promu en 2014 |

### Résultats détaillés

#### Tableau des résultats
| Pays               | CRO   | ISR   | MAL   | REP   | SUI   |
| ------------------ | ----- | ----- | ----- | ----- | ----- |
| Croatie            |       | 31-20 | 34-27 | 9-12  | 15-40 |
| Israël             | 21-26 |       | 13-16 | 19-40 | 18-29 |
| Malte              | 31-26 | 30-9  |       | 13-20 | 20-23 |
| République tchèque | 26-5  | 26-26 | 27-13 |       | 14-20 |
| Suisse             | 40-20 | 28-3  | 29-3  | 14-27 |       |

|  | Victoire à domicile |  | Match nul |  | Défaite à domicile |

#### Détail des résultats
Matchs aller
| 25 octobre 2014 | Israël | 18 - 29 (6 - 15) | Suisse | Wingate Stadium, Netanya 1 200 spectateurs Arbitre : Nicolas Vandecauter |
| 25 octobre 2014 | Essai(s) : Matisis (54e), Radashkovitch (79e) Transformation(s) : Tollman (79e) Pénalité(s) : Abutbul 2 (24e, 36e) |                  | Essai(s) : Gros (3e), Lin (27e), Heinrich (65e), de pénalité (78e) Transformation(s) : Perrod 3 (28e, 66e, 78e) Pénalité(s) : Gros (32e) | Wingate Stadium, Netanya 1 200 spectateurs Arbitre : Nicolas Vandecauter |
| 25 octobre 2014 | |                  | | Wingate Stadium, Netanya 1 200 spectateurs Arbitre : Nicolas Vandecauter |

| 1er novembre 2014 | Suisse                                                                            | 14 - 27 (14 - 10) | République tchèque | Stade Colovray, Nyon 1 018 spectateurs Arbitre : Jorge Molpeceres |
| 1er novembre 2014 | Essai(s) : Bernath-Yendt (5e), Gerry (22e) Transformation(s) : Perrod 2 (6e, 23e) |                   | Essai(s) : Voves (33e), Loutocky 3 (50e, 59e, 68e) Transformation(s) : Vokrouhlík 2 (34e, 51e) Pénalité(s) : Vokrouhlík (26e) | Stade Colovray, Nyon 1 018 spectateurs Arbitre : Jorge Molpeceres |
| 1er novembre 2014 |                                                                                   |                   | | Stade Colovray, Nyon 1 018 spectateurs Arbitre : Jorge Molpeceres |

| 1er novembre 2014 | Malte | 31 - 26 (19 - 12) | Croatie | Hibernians Ground, Paola 2 500 spectateurs Arbitre : Tual Trainini |
| 1er novembre 2014 | Essai(s) : Stivala 2 (35e, 64e), Quarendon (43e) Transformation(s) : O'Brien 2 (36e, 43e) Pénalité(s) : O'Brien 4 (4e, 8e, 10e, 31e) |                   | Essai(s) : Ayoub (18e), Perlain (25e), Jurišić (60e), Buzov (75e) Transformation(s) : Ayoub 3 (18e, 60e, 76e) | Hibernians Ground, Paola 2 500 spectateurs Arbitre : Tual Trainini |
| 1er novembre 2014 | |                   | | Hibernians Ground, Paola 2 500 spectateurs Arbitre : Tual Trainini |

| 8 novembre 2014 | République tchèque | 27 - 13 (15 - 0) | Malte                                                                | Stadion RC Tatra Smíchov, Prague 950 spectateurs Arbitre : Paolo Duarte |
| 8 novembre 2014 | Essai(s) : Stejskal (32e), Syrový (37e), Sadilek (42e), Loutocky (60e) Transformation(s) : Čížek (37e), Vokrouhlík (61e) Pénalité(s) : Čížek (23e) |                  | Essai(s) : O'Brien (72e), Holloway (75e) Pénalité(s) : O'Brien (45e) | Stadion RC Tatra Smíchov, Prague 950 spectateurs Arbitre : Paolo Duarte |
| 8 novembre 2014 | |                  |                                                                      | Stadion RC Tatra Smíchov, Prague 950 spectateurs Arbitre : Paolo Duarte |

| 8 novembre 2014 | Croatie | 31 – 20 (21 - 14) | Israël | Stadion Stari plac, Split 1 000 spectateurs Arbitre : Gert Wisser |
| 8 novembre 2014 | Essai(s) : Hakaraia (14e), Buljac (28e), Newton (40e), Burazin (74e), Paško (80e) Pénalité(s) : Ayoub 2 (4e, 33e) |                   | Essai(s) : Brosh (8e), Kaplan (23e) Transformation(s) : Abutbul 2 (9e, 24e) Pénalité(s) : Abutbul 2 (73e, 78e) | Stadion Stari plac, Split 1 000 spectateurs Arbitre : Gert Wisser |
| 8 novembre 2014 | |                   | | Stadion Stari plac, Split 1 000 spectateurs Arbitre : Gert Wisser |

| 11 avril 2015 | Croatie                              | 9 – 12 (9 - 5) | République tchèque                                                    | Stadion Lučko, Zagreb 500 spectateurs Arbitre : Igotz Gallastegui |
| 11 avril 2015 | Pénalité(s) : Ayoub 3 (2e, 20e, 40e) |                | Essai(s) : Pailodze (8e), Frank (49e) Transformation(s) : Forst (50e) | Stadion Lučko, Zagreb 500 spectateurs Arbitre : Igotz Gallastegui |
| 11 avril 2015 |                                      |                |                                                                       | Stadion Lučko, Zagreb 500 spectateurs Arbitre : Igotz Gallastegui |

| 18 avril 2015 | Israël                                                              | 13 – 16 (0 - 3) | Malte                                                                  | Wingate Stadium, Netanya 350 spectateurs Arbitre : Claudio Blessano |
| 18 avril 2015 | Essai(s) : Abutbul (40e+2), Eli (80e+2) Pénalité(s) : Abutbul (62e) |                 | Essai(s) : Collins (54e, Kirk (77e) Pénalité(s) : O'Brien 2 (24e, 42e) | Wingate Stadium, Netanya 350 spectateurs Arbitre : Claudio Blessano |
| 18 avril 2015 |                                                                     |                 |                                                                        | Wingate Stadium, Netanya 350 spectateurs Arbitre : Claudio Blessano |

| 18 avril 2015 | Suisse | 40 – 20 (17 - 10) | Croatie | Stade Philippe Pottier, Monthey 2 000 spectateurs Arbitre : Frank Himmer |
| 18 avril 2015 | Essai(s) : Monzeglio 2 (2e, 51e), Monteil (11e), Guyou-Kreis (68e) Transformation(s) : Perrod 4 (3e, 12e, 52e, 69e) Pénalité(s) : Perrod (39e) Drop(s) : Dimitri (53e) |                   | Essai(s) : Ayoub (8e), Burazin (55e) Transformation(s) : Ayoub 2 (9e, 57e) Pénalité(s) : Ayoub 2 (5e, 44e) | Stade Philippe Pottier, Monthey 2 000 spectateurs Arbitre : Frank Himmer |
| 18 avril 2015 | |                   | | Stade Philippe Pottier, Monthey 2 000 spectateurs Arbitre : Frank Himmer |

| 25 avril 2015 | Malte | 20 – 23 (10 - 18) | Suisse | Gozo Stadium, Ix-Xewkija 2 500 spectateurs Arbitre : Gert Vissier |
| 25 avril 2015 | Essai(s) : Apsee (18e), Busuttil (50e) Transformation(s) : O'Brien 2 (19e, 51e) Pénalité(s) : O'Brien (35e) Drop(s) : Morris (72e) |                   | Essai(s) : Gery (6e), Monzeglio (12e), Montiel (46e) Transformation(s) : Dimitri (7e) Pénalité(s) : Dimitri (1re) Drop(s) : Dimitri (4e) | Gozo Stadium, Ix-Xewkija 2 500 spectateurs Arbitre : Gert Vissier |
| 25 avril 2015 | |                   | | Gozo Stadium, Ix-Xewkija 2 500 spectateurs Arbitre : Gert Vissier |

| 25 avril 2015 | République tchèque | 26 – 26 (7 - 17) | Israël | Arena Sparta Podvinný Mlýn, Prague 1 200 spectateurs Arbitre : Alexei Bryzgalin |
| 25 avril 2015 | Essai(s) : Stejskal (16e), Lacina 2 (53e, 74e), Olbrich (79e) Transformation(s) : Vokrouhlik (17e), Cizek 2 (54e, 75e) |                  | Essai(s) : Radashkovich (22e), Abutbul (26e) Transformation(s) : Abutbul 2 (23e, 27e) Pénalité(s) : Abutbul 3 (14e, 43e, 58e) Drop(s) : Pryimak (77e) | Arena Sparta Podvinný Mlýn, Prague 1 200 spectateurs Arbitre : Alexei Bryzgalin |
| 25 avril 2015 | |                  | | Arena Sparta Podvinný Mlýn, Prague 1 200 spectateurs Arbitre : Alexei Bryzgalin |

Matchs retour
| 24 octobre 2015 | République tchèque                                                                   | 14 – 20 (0 - 10) | Suisse | Areál Jana Navrátila, Vyškov 15 spectateurs Arbitre : Maxime Burlet |
| 24 octobre 2015 | Essai(s) : Loutocký (58e), Wognitsch (70e) Transformation(s) : P. Čížek 2 (59e, 70e) |                  | Essai(s) : Hirsch (21e), Heinrich (65e) Transformation(s) : Perrod 2 (21e, 66e) Pénalité(s) : Perrod 2 (11e, 48e) | Areál Jana Navrátila, Vyškov 15 spectateurs Arbitre : Maxime Burlet |
| 24 octobre 2015 |                                                                                      |                  | | Areál Jana Navrátila, Vyškov 15 spectateurs Arbitre : Maxime Burlet |

| 7 novembre 2015 | Israël | 21 – 26 (13 - 9) | Croatie | Wingate Stadium, Netanya 1 150 spectateurs Arbitre : Laurent Cardona |
| 7 novembre 2015 | Essai(s) : Amos (37e), Humphreys (61e) Transformation(s) : Abutbul (38e) Pénalité(s) : Abutbul 3 (3e, 28e, 54e) |                  | Essai(s) : Vinac (59e), Newton (79e) Transformation(s) : Newton 2 (60e, 79e) Pénalité(s) : Newton 4 (5e, 16e, 34e, 51e) | Wingate Stadium, Netanya 1 150 spectateurs Arbitre : Laurent Cardona |
| 7 novembre 2015 | |                  | | Wingate Stadium, Netanya 1 150 spectateurs Arbitre : Laurent Cardona |

| 14 novembre 2015 | Suisse | 28 – 3 (14 - 3) | Israël                      | Stade d'Athenaz, Avusy Arbitre : Pedro Mendes Silva |
| 14 novembre 2015 | Essai(s) : Doy (6e), Lin (27e), S. Hirsch (41e), Gangath-Samba (73e) Transformation(s) : G. Hirsch 4 (7e, 28e, 42e, 74e) |                 | Pénalité(s) : Abutbul (37e) | Stade d'Athenaz, Avusy Arbitre : Pedro Mendes Silva |
| 14 novembre 2015 | |                 |                             | Stade d'Athenaz, Avusy Arbitre : Pedro Mendes Silva |

| 14 novembre 2015 | Croatie | 34 – 27 (23 - 11) | Malte | Stadion Stari plac, Split Arbitre : Franck Himmer |
| 14 novembre 2015 | Essai(s) : Jurišić (17e), Šuta (35e), Newton (56e) Transformation(s) : Newton 2 (17e, 35e) Pénalité(s) : Newton 5 (7e, 29e, 40e+1, 67e, 73e) |                   | Essai(s) : Borg (26e), Watts (63e) Transformation(s) : Quarendon (63e) Pénalité(s) : Quarendon 5 (21e, 39e, 48e, 69e, 77e) | Stadion Stari plac, Split Arbitre : Franck Himmer |
| 14 novembre 2015 | |                   | | Stadion Stari plac, Split Arbitre : Franck Himmer |

| 21 novembre 2015 | Malte                                                                                           | 13 – 20 (7 - 10) | République tchèque | Hibernians Ground, Paola 2 000 spectateurs Arbitre : Stéphane Boyer |
| 21 novembre 2015 | Essai(s) : Watts (38e) Transformation(s) : Quarendon (39e) Pénalité(s) : Quarendon 2 (52e, 64e) |                  | Essai(s) : Stejskal (19e), Loutocky (29e), Wognitsch (80e) Transformation(s) : P. Cizek (80e) Pénalité(s) : P. Cizek (49e) | Hibernians Ground, Paola 2 000 spectateurs Arbitre : Stéphane Boyer |
| 21 novembre 2015 |                                                                                                 |                  | | Hibernians Ground, Paola 2 000 spectateurs Arbitre : Stéphane Boyer |

| 2 avril 2016 | Israël                                                                                                  | 19 – 40 (7 - 21) | République tchèque | Wingate Stadium, Netanya 1 000 spectateurs Arbitre : Elia Rizzo |
| 2 avril 2016 | Essai(s) : Manjavidze (29e), Gail (41e), Pryimak (72e) Transformation(s) : Pryimak (30e), Abutbul (73e) |                  | Essai(s) : de pénalité 3 (3e, 10e, 62e), Loutocký 2 (34e, 69e), Caldaroni (67e) Transformation(s) : Čížek 5 (4e, 11e, 35e, 63e, 70e) | Wingate Stadium, Netanya 1 000 spectateurs Arbitre : Elia Rizzo |
| 2 avril 2016 | |                  | | Wingate Stadium, Netanya 1 000 spectateurs Arbitre : Elia Rizzo |

| 9 avril 2016 | Suisse | 29 – 3 (15 - 0) | Malte                      | Utogrund, Zurich 2 500 spectateurs Arbitre : Cyril Lafon |
| 9 avril 2016 | Essai(s) : Lin (6e), Escoffier (14e), Monzeglio (62e), Heinrich (69e) Transformation(s) : Perrod 3 (7e, 63e, 70e) Pénalité(s) : Perrod (2e) |                 | Pénalité(s) : Morris (42e) | Utogrund, Zurich 2 500 spectateurs Arbitre : Cyril Lafon |
| 9 avril 2016 | |                 |                            | Utogrund, Zurich 2 500 spectateurs Arbitre : Cyril Lafon |

| 9 avril 2016 | République tchèque                                                                                                | 26 – 5 (14 - 0) | Croatie                | Stadion Dukla, Havířov 700 spectateurs Arbitre : Jorge Molpeceres |
| 9 avril 2016 | Essai(s) : Havlíček (2e), de pénalité (26e), Havel (53e), Rapant (64e) Transformation(s) : Čížek 3 (3e, 27e, 54e) |                 | Essai(s) : Bunić (80e) | Stadion Dukla, Havířov 700 spectateurs Arbitre : Jorge Molpeceres |
| 9 avril 2016 | |                 |                        | Stadion Dukla, Havířov 700 spectateurs Arbitre : Jorge Molpeceres |

| 16 avril 2016 | Malte | 30 – 9 (20 - 9) | Israël                                 | Hibernians Ground, Paola 2 500 spectateurs Arbitre : Craig Evans |
| 16 avril 2016 | Essai(s) : O'Brien (5e), Watts (36e), Harvey (42e), Davey (80e+4) Transformation(s) : Morris 2 (6e, 37e) Pénalité(s) : Morris 2 (2e, 21e) |                 | Pénalité(s) : Abutbul 3 (8e, 35e, 40e) | Hibernians Ground, Paola 2 500 spectateurs Arbitre : Craig Evans |
| 16 avril 2016 | |                 |                                        | Hibernians Ground, Paola 2 500 spectateurs Arbitre : Craig Evans |

| 16 avril 2016 | Croatie                                        | 15 – 40 (10 - 28) | Suisse | Zagreb 1 100 spectateurs Arbitre : Igotz Gallastegui |
| 16 avril 2016 | Essai(s) : Rosso (22e), Grle (36e), Rowe (55e) |                   | Essai(s) : Lafuye 2 (6e, 12e), Heinrich (15e), Dimitri (39e) Transformation(s) : Perrod 4 (6e, 12e, 15e, 39e) Pénalité(s) : Perrod 4 (45e, 67e, 78e, 80e) | Zagreb 1 100 spectateurs Arbitre : Igotz Gallastegui |
| 16 avril 2016 |                                                |                   | | Zagreb 1 100 spectateurs Arbitre : Igotz Gallastegui |

## Division 2B

### Classement
| Rang | Pays         | J | V | N | D | Bo | Bd | Pm  | Pe  | Diff | Pts |
| ---- | ------------ | - | - | - | - | -- | -- | --- | --- | ---- | --- |
| 1    | Lituanie (R) | 8 | 7 | 0 | 1 | 7  | 0  | 284 | 159 | +125 | 35  |
| 2    | Lettonie     | 8 | 6 | 0 | 2 | 5  | 0  | 212 | 124 | +88  | 29  |
| 3    | Andorre (P)  | 8 | 4 | 0 | 4 | 0  | 1  | 139 | 193 | -54  | 17  |
| 4    | Chypre       | 8 | 3 | 0 | 5 | 0  | 1  | 133 | 193 | -60  | 13  |
| 5    | Hongrie (P)  | 8 | 0 | 0 | 8 | 1  | 3  | 114 | 213 | -99  | 4   |

|  | Promu en Division 2A (no 1).            |
|  | R : relégué en 2014 • P : promu en 2014 |

### Résultats détaillés

#### Tableau des résultats
| Pays     | AND   | CHY   | HON   | LET   | LIT   |
| -------- | ----- | ----- | ----- | ----- | ----- |
| Andorre  |       | 22-13 | 23-18 | 10-34 | 15-34 |
| Chypre   | 30-10 |       | 15-3  | 3-31  | 20-26 |
| Hongrie  | 10-28 | 15-17 |       | 14-16 | 15-37 |
| Lettonie | 5-14  | 39-20 | 39-10 |       | 37-7  |
| Lituanie | 49-17 | 47-15 | 38-29 | 46-11 |       |

|  | Victoire à domicile |  | Match nul |  | Défaite à domicile |

#### Détail des résultats
Matchs aller
| 18 octobre 2014 | Andorre                                                                                  | 15 – 34 (8 - 20) | Lituanie | Estadi Nacional, Andorre-la-Vieille 500 spectateurs Arbitre : Afonso Nogueira |
| 18 octobre 2014 | Essai(s) : Fité 2 (29e, 67e) Transformation(s) : Abello (67e) Pénalité(s) : Abello (11e) |                  | Essai(s) : Vilimavičius (19e), Bloskys 3 (36e, 39e, 71e), Zibolis (43e) Transformation(s) : Taujanskas 3 (36e, 43e, 71e) Pénalité(s) : Taujanskas (32e) | Estadi Nacional, Andorre-la-Vieille 500 spectateurs Arbitre : Afonso Nogueira |
| 18 octobre 2014 |                                                                                          |                  | | Estadi Nacional, Andorre-la-Vieille 500 spectateurs Arbitre : Afonso Nogueira |

| 25 octobre 2014 | Lituanie | 38 – 29 (25 - 7) | Hongrie | Šiaulių savivaldybės stadionas, Šiauliai 800 spectateurs Arbitre : Vadim Pikhovkin |
| 25 octobre 2014 | Essai(s) : Vasiliauskas 2 (6e, 9e), Tautkus (29e), Zibolis (36e), Marcisauskas (43e) Transformation(s) : Marcisauskas 2 (29e, 43e) Pénalité(s) : Marcisauskas 3 (13e, 60e, 73e) |                  | Essai(s) : Berbesi (22e), Darquier (58e), Pluhár (78e), Jámbor (80e) Transformation(s) : Kömüves 3 (22e, 58e, 80e) Pénalité(s) : Kömüves (63e) | Šiaulių savivaldybės stadionas, Šiauliai 800 spectateurs Arbitre : Vadim Pikhovkin |
| 25 octobre 2014 | |                  | | Šiaulių savivaldybės stadionas, Šiauliai 800 spectateurs Arbitre : Vadim Pikhovkin |

| 1er novembre 2014 | Chypre | 30 – 10 (7 - 10) | Andorre                                                                           | Paphiako Stadium, Paphos 600 spectateurs Arbitre : Ariel Cabral |
| 1er novembre 2014 | Essai(s) : Zavallis (40e), Antoniou (48e), Awah (80e+1) Transformation(s) : Zavallis 3 (40e, 49e, 80e+1) Pénalité(s) : Zavallis 3 (41e, 48e, 64e) |                  | Essai(s) : Fité (26e) Transformation(s) : Abello (26e) Pénalité(s) : Abello (15e) | Paphiako Stadium, Paphos 600 spectateurs Arbitre : Ariel Cabral |
| 1er novembre 2014 | |                  |                                                                                   | Paphiako Stadium, Paphos 600 spectateurs Arbitre : Ariel Cabral |

| 2 novembre 2014 | Hongrie                                                        | 14 - 16 (11 - 10) | Lettonie                                                                                             | RCH Stadion, Esztergom Arbitre : Hrvoje Bartolic |
| 2 novembre 2014 | Essai(s) : Katona (25e) Pénalité(s) : Collet 3 (11e, 18e, 65e) |                   | Essai(s) : Saulīte (40e) Transformation(s) : Martinenko (40e) Pénalité(s) : Kotlevs 3 (4e, 43e, 78e) | RCH Stadion, Esztergom Arbitre : Hrvoje Bartolic |
| 2 novembre 2014 |                                                                |                   | | RCH Stadion, Esztergom Arbitre : Hrvoje Bartolic |

| 15 novembre 2014 | Lettonie | 39 – 20 (15 - 10) | Chypre | Stade Daugava, Riga Arbitre : Georgij Kopp |
| 15 novembre 2014 | Essai(s) : Skuja (19e), Cirsa (33e), Zalcmanis (58e), Bramanis (64e), Saulīte (72e) Transformation(s) : Kotlevs (19e), Martinenko 3 (58e, 64e, 72e) Pénalité(s) : Kotlevs (4e), Martinenko (45e) |                   | Essai(s) : Holden (28e), Asprou (62e), Loizias (80e) Transformation(s) : Zavallis (28e) Pénalité(s) : Zavallis (12e) | Stade Daugava, Riga Arbitre : Georgij Kopp |
| 15 novembre 2014 | |                   | | Stade Daugava, Riga Arbitre : Georgij Kopp |

| 28 mars 2015 | Hongrie                                          | 15 – 17 (9 - 5) | Chypre                                                                                  | Városi Szabadidő Központ, Százhalombatta 300 spectateurs Arbitre : Stephan Cekal |
| 28 mars 2015 | Pénalité(s) : Collet 5 (1re, 27e, 39e, 59e, 71e) |                 | Essai(s) : Torgut 2 (22e, 48e), King (80e+7) Transformation(s) : Zavallis-Roebuck (49e) | Városi Szabadidő Központ, Százhalombatta 300 spectateurs Arbitre : Stephan Cekal |
| 28 mars 2015 |                                                  |                 |                                                                                         | Városi Szabadidő Központ, Százhalombatta 300 spectateurs Arbitre : Stephan Cekal |

| 4 avril 2015 | Andorre                                                                                                  | 23 – 18 (8 - 12) | Hongrie                                                         | Estadi Nacional, Andorre-la-Vieille 300 spectateurs Arbitre : Pedro Fonseca |
| 4 avril 2015 | Essai(s) : Gagnidze (12e), R. Fite (41e), Rekhviashvili (60e), J. Fite (80e) Pénalité(s) : Gispert (28e) |                  | Pénalité(s) : Collet 3 (7e, 31e, 66e), Katona 3 (21e, 38e, 70e) | Estadi Nacional, Andorre-la-Vieille 300 spectateurs Arbitre : Pedro Fonseca |
| 4 avril 2015 | |                  |                                                                 | Estadi Nacional, Andorre-la-Vieille 300 spectateurs Arbitre : Pedro Fonseca |

| 25 avril 2015 | Lituanie | 46 – 11 (18 - 6) | Lettonie                                                      | Vingis Park Rugby Stadium, Vilnius 650 spectateurs Arbitre : Vladimir Volovik |
| 25 avril 2015 | Essai(s) : Savickas (3e), Urbonas (17e), Vilimavičius (30e), Mikalcius (42e), Sutkus 2 (48e, 80e), Bloskys (80e+3) Transformation(s) : Marcisauskas 4 (42e, 48e, 80e, 80e+3) Pénalité(s) : Taujanskas (14e) |                  | Essai(s) : Kokins (68e) Pénalité(s) : K. Bērziņš 2 (26e, 35e) | Vingis Park Rugby Stadium, Vilnius 650 spectateurs Arbitre : Vladimir Volovik |
| 25 avril 2015 | |                  |                                                               | Vingis Park Rugby Stadium, Vilnius 650 spectateurs Arbitre : Vladimir Volovik |

| 2 mai 2015 | Lettonie                 | 5 – 14 (5 - 11) | Andorre                                                               | Stade Daugava, Riga 200 spectateurs Arbitre : Sergei Poplavskij |
| 2 mai 2015 | Essai(s) : Balodis (27e) |                 | Essai(s) : Raya (19e) Pénalité(s) : Ginesta 2 (11e, 36e), Alieu (80e) | Stade Daugava, Riga 200 spectateurs Arbitre : Sergei Poplavskij |
| 2 mai 2015 |                          |                 |                                                                       | Stade Daugava, Riga 200 spectateurs Arbitre : Sergei Poplavskij |

| 2 mai 2015 | Chypre | 20 – 26 (3 - 21) | Lituanie | Paphiako Stadium, Paphos 700 spectateurs Arbitre : Marijo Jelovic |
| 2 mai 2015 | Essai(s) : King (47e), Efthymiou (62e), Asprou (65e) Transformation(s) : King (65e) Pénalité(s) : King (33e) |                  | Essai(s) : Radzius 2 (20e, 42e), Vilimavičius (25e), Zibolis (39e) Transformation(s) : Taujanskas 3 (21e, 26e, 40e) | Paphiako Stadium, Paphos 700 spectateurs Arbitre : Marijo Jelovic |
| 2 mai 2015 | |                  | | Paphiako Stadium, Paphos 700 spectateurs Arbitre : Marijo Jelovic |

Matchs retour
| 24 octobre 2015 | Hongrie                                                                                             | 15 – 37 (10 - 15) | Lituanie | RCH Stadion, Esztergom 600 spectateurs Arbitre : Stephan Cekal |
| 24 octobre 2015 | Essai(s) : Darquier (30e), Collet (51e) Transformation(s) : Collet (31e) Pénalité(s) : Collet (39e) |                   | Essai(s) : Kalinauskas (18e), Andrijauskas (20e), Bloskys 2 (24e, 42e), Marcisauskas (54e), Tautkus (78e) Transformation(s) : Vilimavicius 2 (55e, 78e) Pénalité(s) : Vilimavicius (72e) | RCH Stadion, Esztergom 600 spectateurs Arbitre : Stephan Cekal |
| 24 octobre 2015 | |                   | | RCH Stadion, Esztergom 600 spectateurs Arbitre : Stephan Cekal |

| 31 octobre 2015 | Lituanie | 49 – 17 (32 - 17) | Andorre | Šiaulių savivaldybės stadionas, Šiauliai Arbitre : Nicolas Vandecauter |
| 31 octobre 2015 | Essai(s) : Mikalcius 2 (1re, 30e), Kalinauskas (12e), Poskevicius (20e), Radzius (28e), Vilimavicius 2 (35e, 50e), Bloskys (41e), Zibolis (63e) Transformation(s) : Vilimavicius 2 (38e, 51e) |                   | Essai(s) : de pénalité (16e), Fite (39e) Transformation(s) : Ginesta 2 (17e, 39e) Pénalité(s) : Ginesta (9e) | Šiaulių savivaldybės stadionas, Šiauliai Arbitre : Nicolas Vandecauter |
| 31 octobre 2015 | |                   | | Šiaulių savivaldybės stadionas, Šiauliai Arbitre : Nicolas Vandecauter |

| 31 octobre 2015 | Lettonie | 39 – 10 (14 - 3) | Hongrie                                                                                      | Stade Daugava, Riga 300 spectateurs Arbitre : Hrvoje Bartolic |
| 31 octobre 2015 | Essai(s) : Valdavs 2 (31e, 68e), Jansons (53e), Bekmanis (77e) Transformation(s) : Davidsons 2 (54e, 77e) Pénalité(s) : Davidsons 5 (11e, 16e, 36e, 43e, 51e) |                  | Essai(s) : Pluhár (65e) Transformation(s) : Nagyhegyesi (65e) Pénalité(s) : Nagyhegyesi (5e) | Stade Daugava, Riga 300 spectateurs Arbitre : Hrvoje Bartolic |
| 31 octobre 2015 | |                  |                                                                                              | Stade Daugava, Riga 300 spectateurs Arbitre : Hrvoje Bartolic |

| 7 novembre 2015 | Chypre                     | 3 – 31 (3 - 18) | Lettonie | Paphiako Stadium, Paphos 700 spectateurs Arbitre : Nicolas Vandecauter |
| 7 novembre 2015 | Pénalité(s) : Holden (13e) |                 | Essai(s) : Valdavs (31e), Bramanis (36e), Bokišs (54e), Raņķis (73e) Transformation(s) : Davidsons (31e) Pénalité(s) : Davidsons 3 (10e, 16e, 58e) | Paphiako Stadium, Paphos 700 spectateurs Arbitre : Nicolas Vandecauter |
| 7 novembre 2015 |                            |                 | | Paphiako Stadium, Paphos 700 spectateurs Arbitre : Nicolas Vandecauter |

| 28 novembre 2015 | Andorre | 22 – 13 (17 - 6) | Chypre                                                                                                | Estadi Nacional, Andorre-la-Vieille 500 spectateurs Arbitre : Afonso Nogueira |
| 28 novembre 2015 | Essai(s) : Fite (21e), Ambor (33e), Abello (50e) Transformation(s) : Abello 2 (22e, 33e) Pénalité(s) : Abello (38e) |                  | Essai(s) : Blond (69e) Transformation(s) : Timotheou (69e) Pénalité(s) : Zavallis-Roebuck 2 (6e, 40e) | Estadi Nacional, Andorre-la-Vieille 500 spectateurs Arbitre : Afonso Nogueira |
| 28 novembre 2015 | |                  | | Estadi Nacional, Andorre-la-Vieille 500 spectateurs Arbitre : Afonso Nogueira |

| 26 mars 2016 | Andorre                                 | 10 – 34 (0 - 12) | Lettonie | Estadi Nacional, Andorre-la-Vieille Arbitre : Emanuele Tomo |
| 26 mars 2016 | Essai(s) : Canturri (62e), Macedo (77e) |                  | Essai(s) : Balodis (9e), Bramanis (31e), Grieķis (45e), Raņķis 2 (55e, 70e) Transformation(s) : Davidsons 3 (10e, 46e, 56e) Pénalité(s) : Davidsons (65e) | Estadi Nacional, Andorre-la-Vieille Arbitre : Emanuele Tomo |
| 26 mars 2016 |                                         |                  | | Estadi Nacional, Andorre-la-Vieille Arbitre : Emanuele Tomo |

| 9 avril 2016 | Chypre                                                                                      | 15 – 3 (8 - 0) | Hongrie                    | Paphiako Stadium, Paphos Arbitre : Emanuele Tomo |
| 9 avril 2016 | Essai(s) : Tourgut (5e), King (44e) Transformation(s) : King (44e) Pénalité(s) : King (39e) |                | Pénalité(s) : Collet (48e) | Paphiako Stadium, Paphos Arbitre : Emanuele Tomo |
| 9 avril 2016 |                                                                                             |                |                            | Paphiako Stadium, Paphos Arbitre : Emanuele Tomo |

| 16 avril 2016 | Lettonie | 37 – 7 (13 - 0) | Lituanie                                                       | Stade Daugava, Riga 400 spectateurs Arbitre : A. Breyzgalin |
| 16 avril 2016 | Essai(s) : Bramanis (22e), Streikišs 2 (56e, 79e), Bajārs (66e) Transformation(s) : Davidsons 4 (23e, 57e, 67e, 80e) Pénalité(s) : Davidsons 3 (9e, 39e, 69e) |                 | Essai(s) : Krasauskas (53e) Transformation(s) : Sinkunas (54e) | Stade Daugava, Riga 400 spectateurs Arbitre : A. Breyzgalin |
| 16 avril 2016 | |                 |                                                                | Stade Daugava, Riga 400 spectateurs Arbitre : A. Breyzgalin |

| 23 avril 2016 | Lituanie | 47 – 15 (15 - 8) | Chypre | Vingio parkas, Šiauliai 1 000 spectateurs Arbitre : George Kopp |
| 23 avril 2016 | Essai(s) : Tamoliunas (20e), Bloškys 3 (38e, 42e, 61e), Marcisauskas 2 (58e, 67e), Darius (74e) Transformation(s) : Sinkunas 3 (20e, 58e, 67e) Pénalité(s) : Sinkunas 2 (2e, 52e) |                  | Essai(s) : Mladenovic (40e), Theoklitou-Panagiotou (78e) Transformation(s) : Holden (78e) Pénalité(s) : Holden (6e) | Vingio parkas, Šiauliai 1 000 spectateurs Arbitre : George Kopp |
| 23 avril 2016 | |                  | | Vingio parkas, Šiauliai 1 000 spectateurs Arbitre : George Kopp |

| 14 mai 2016 | Hongrie                                                                              | 10 – 28 (10 - 18) | Andorre | RCH Stadion, Esztergom 300 spectateurs Arbitre : Tomáš Tůma |
| 14 mai 2016 | Essai(s) : Suiogan (5e) Transformation(s) : Suiogan (6e) Pénalité(s) : Suiogan (12e) |                   | Essai(s) : L.Jordan (1re), Raya (19e), Gagnidze (72e) Transformation(s) : Abello (2e), Ginesta (73e) Pénalité(s) : Abello 3 (30e, 37e, 44e) | RCH Stadion, Esztergom 300 spectateurs Arbitre : Tomáš Tůma |
| 14 mai 2016 |                                                                                      |                   | | RCH Stadion, Esztergom 300 spectateurs Arbitre : Tomáš Tůma |

## Division 2C

### Classement
| Rang | Pays           | J | V | N | D | Bo | Bd | Pm  | Pe  | Diff | Pts |
| ---- | -------------- | - | - | - | - | -- | -- | --- | --- | ---- | --- |
| 1    | Luxembourg (P) | 8 | 8 | 0 | 0 | 3  | 0  | 193 | 83  | +110 | 35  |
| 2    | Slovénie       | 8 | 6 | 0 | 2 | 3  | 1  | 194 | 128 | +66  | 28  |
| 3    | Serbie (R)     | 8 | 4 | 0 | 4 | 1  | 1  | 140 | 204 | -64  | 18  |
| 4    | Autriche       | 8 | 2 | 0 | 6 | 1  | 2  | 133 | 207 | -74  | 11  |
| 5    | Danemark (R)   | 8 | 0 | 0 | 8 | 1  | 7  | 139 | 177 | -38  | 8   |

|  | Promu en Division 2B (no 1).            |
|  | R : relégué en 2014 • P : promu en 2014 |

### Résultats détaillés

#### Tableau des résultats
| Pays       | AUT   | DAN   | LUX   | SER   | SLO   |
| ---------- | ----- | ----- | ----- | ----- | ----- |
| Autriche   |       | 29-27 | 6-34  | 12-26 | 16-17 |
| Danemark   | 25-31 |       | 14-19 | 22-25 | 10-16 |
| Luxembourg | 18-13 | 13-5  |       | 30-24 | 29-10 |
| Serbie     | 22-3  | 23-20 | 0-36  |       | 17-33 |
| Slovénie   | 38-23 | 21-16 | 11-14 | 48-3  |       |

|  | Victoire à domicile |  | Match nul |  | Défaite à domicile |

#### Détail des résultats
Matchs aller
| 11 octobre 2014 | Autriche                                                                             | 29 – 27 (9 - 11) | Danemark                                                                                                   | Stade Hohe-Warte, Vienne 400 spectateurs Arbitre : Lionel Da Silva |
| 11 octobre 2014 | Essai(s) : Barry (52e) Pénalité(s) : Navas 8 (5e, 18e, 23e, 45e, 48e, 61e, 70e, 79e) |                  | Essai(s) : Mellgaard (25e), Bjerrum (42e), Mayn (58e) Pénalité(s) : Hurst 2 (9e, 40e), Jensen 2 (64e, 76e) | Stade Hohe-Warte, Vienne 400 spectateurs Arbitre : Lionel Da Silva |
| 11 octobre 2014 |                                                                                      |                  | | Stade Hohe-Warte, Vienne 400 spectateurs Arbitre : Lionel Da Silva |

| 18 octobre 2014 | Slovénie | 48 – 3 (22 - 0) | Serbie                   | ŽŠD Stadion, Ljubljana 800 spectateurs Arbitre : Ramunas Gumbrinas |
| 18 octobre 2014 | Essai(s) : G. Skofic (9e), Pilko (34e), F.Skofic (39e), Podpadec (53e), Burnik (64e), J.Skofic (67e), A.Skofic (72e) Transformation(s) : Burnik 5 (35e, 40e, 54e, 65e, 73e) Pénalité(s) : Burnik (25e) |                 | Drop(s) : Jankovic (70e) | ŽŠD Stadion, Ljubljana 800 spectateurs Arbitre : Ramunas Gumbrinas |
| 18 octobre 2014 | |                 |                          | ŽŠD Stadion, Ljubljana 800 spectateurs Arbitre : Ramunas Gumbrinas |

| 25 octobre 2014 | Serbie | 0 – 36 (0 - 22) | Luxembourg | Stadion Kralj Petar I, Belgrade 350 spectateurs Arbitre : Csaba Priskin |
| 25 octobre 2014 |        | Essai(s) : Vimond (13e), Rossa (24e), Vert (34e), Browne (58e), Fitzpatrick (65e) Transformation(s) : Browne 4 (24e, 34e, 58e, 65e) Pénalité(s) : Browne (2e) |            | Stadion Kralj Petar I, Belgrade 350 spectateurs Arbitre : Csaba Priskin |
| 25 octobre 2014 |        | |            | Stadion Kralj Petar I, Belgrade 350 spectateurs Arbitre : Csaba Priskin |

| 25 octobre 2014 | Danemark                                                                         | 10 – 16 (7 - 10) | Slovénie | Odense Atletikstadion, Odense Arbitre : George Mossford |
| 25 octobre 2014 | Essai(s) : Hounou (2e) Transformation(s) : Hurst (3e) Pénalité(s) : Jensen (72e) |                  | Essai(s) : Šercer (11e) Transformation(s) : Burnik (12e) Pénalité(s) : Burnik 2 (52e, 62e) Drop(s) : Burnik (24e) | Odense Atletikstadion, Odense Arbitre : George Mossford |
| 25 octobre 2014 |                                                                                  |                  | | Odense Atletikstadion, Odense Arbitre : George Mossford |

| 8 novembre 2014 | Luxembourg                                                                                             | 18 – 13 (10 - 3) | Autriche                                                                                            | Stade Josy-Barthel, Luxembourg 800 spectateurs Arbitre : Ken Lambrechts |
| 8 novembre 2014 | Essai(s) : Simon (20e), Da Col (52e) Transformation(s) : Browne (21e) Pénalité(s) : Browne 2 (5e, 46e) |                  | Essai(s) : Liska (59e) Transformation(s) : Freydell (60e) Pénalité(s) : Navas (37e), Freydell (78e) | Stade Josy-Barthel, Luxembourg 800 spectateurs Arbitre : Ken Lambrechts |
| 8 novembre 2014 | |                  | | Stade Josy-Barthel, Luxembourg 800 spectateurs Arbitre : Ken Lambrechts |

| 18 avril 2015 | Serbie | 22 – 3 (12 - 0) | Autriche                  | Makiš Stadion, Belgrade |
| 18 avril 2015 | Essai(s) : Martic (8e), Arsic (35e), Gvozdenovic (44e) Transformation(s) : Djordjevic (9e), Martic (45e) Pénalité(s) : Martic (80e+4) |                 | Pénalité(s) : Leidl (43e) | Makiš Stadion, Belgrade |
| 18 avril 2015 | |                 |                           | Makiš Stadion, Belgrade |

| 18 avril 2015 | Slovénie                                                    | 11 – 14 (6 - 0) | Luxembourg                                                                                   | Sportni Park Siska, Ljubljana |
| 18 avril 2015 | Essai(s) : Podpadec (63e) Pénalité(s) : Burnik 2 (14e, 37e) |                 | Essai(s) : de pénalité (59e), Logier (70e) Transformation(s) : Keane (60e), Timmermans (70e) | Sportni Park Siska, Ljubljana |
| 18 avril 2015 |                                                             |                 |                                                                                              | Sportni Park Siska, Ljubljana |

| 25 avril 2015 | Danemark                                                                                               | 22 – 25 (19 - 22) | Serbie | Odense Atletikstadion, Odense 1 155 spectateurs Arbitre : Julian Bevan |
| 25 avril 2015 | Essai(s) : Mayn (11e) Transformation(s) : Calmar (11e) Pénalité(s) : Jensen 5 (7e, 20e, 31e, 40e, 54e) |                   | Essai(s) : Gvozdenović (17e), Arsic (21e), Jankovic (37e) Transformation(s) : Martic 2 (22e, 38e) Pénalité(s) : Martic 2 (27e, 52e) | Odense Atletikstadion, Odense 1 155 spectateurs Arbitre : Julian Bevan |
| 25 avril 2015 | |                   | | Odense Atletikstadion, Odense 1 155 spectateurs Arbitre : Julian Bevan |

| 25 avril 2015 | Autriche                                                                | 16 – 17 (13 - 0) | Slovénie                                                                             | Stade Hohe-Warte, Vienne 1 000 spectateurs Arbitre : Dejan Stiglic |
| 25 avril 2015 | Essai(s) : Ehrentraut (5e), Sabo (35e) Pénalité(s) : Leidl 2 (11e, 76e) |                  | Essai(s) : Jovanović 2 (49e, 80e+1), M.Skofic (65e) Transformation(s) : Burnik (66e) | Stade Hohe-Warte, Vienne 1 000 spectateurs Arbitre : Dejan Stiglic |
| 25 avril 2015 |                                                                         |                  |                                                                                      | Stade Hohe-Warte, Vienne 1 000 spectateurs Arbitre : Dejan Stiglic |

| 9 mai 2015 | Luxembourg                                                       | 13 – 5 (5 - 0) | Danemark                   | Stade Josy-Barthel, Luxembourg Arbitre : Ramon Grumbinas |
| 9 mai 2015 | Essai(s) : Logier (19e), Ketema (77e) Pénalité(s) : Browne (72e) |                | Essai(s) : Mellgaard (80e) | Stade Josy-Barthel, Luxembourg Arbitre : Ramon Grumbinas |
| 9 mai 2015 |                                                                  |                |                            | Stade Josy-Barthel, Luxembourg Arbitre : Ramon Grumbinas |

Matchs retour
| 10 octobre 2015 | Danemark | 25 – 31 (10 - 17) | Autriche | Odense Atletikstadion, Odense 600 spectateurs Arbitre : John Catteau |
| 10 octobre 2015 | Essai(s) : Hounou (28e), Mayne (50e), Madsen (62e), Melgaard (77e) Transformation(s) : J. Jensen (29e) Pénalité(s) : J. Jensen (22e) |                   | Essai(s) : Chiu (17e), Psota (34e), Oberhauser (48e), Pauser (73e) Transformation(s) : Navas 4 (17e, 35e, 48e, 74e) Pénalité(s) : Navas (12e) | Odense Atletikstadion, Odense 600 spectateurs Arbitre : John Catteau |
| 10 octobre 2015 | |                   | | Odense Atletikstadion, Odense 600 spectateurs Arbitre : John Catteau |

| 24 octobre 2015 | Autriche                        | 6 – 34 (6 - 13) | Luxembourg | Stade Hohe-Warte, Vienne 500 spectateurs Arbitre : Alexei Bryzgalin |
| 24 octobre 2015 | Pénalité(s) : Navas 2 (7e, 24e) |                 | Essai(s) : Browne (38e), Vert (43e), Rossa (63e), Olsen (80e) Transformation(s) : Browne 4 (39e, 44e, 64e, 80e) Pénalité(s) : Browne 2 (3e, 36e) | Stade Hohe-Warte, Vienne 500 spectateurs Arbitre : Alexei Bryzgalin |
| 24 octobre 2015 |                                 |                 | | Stade Hohe-Warte, Vienne 500 spectateurs Arbitre : Alexei Bryzgalin |

| 7 novembre 2015 | Serbie                                                                        | 17 – 33 (7 - 19) | Slovénie | Makiš Stadion, Belgrade 250 spectateurs Arbitre : Mario Jelavic |
| 7 novembre 2015 | Essai(s) : Keglic (40e), Martic 2 (49e, 56e) Transformation(s) : Martic (40e) |                  | Essai(s) : Pilko (15e), Vhunc (22e), Skofic (36e), Subic (44e), J. Skofic (77e) Transformation(s) : Burnik 3 (16e, 23e, 45e), Kavcic (78e) | Makiš Stadion, Belgrade 250 spectateurs Arbitre : Mario Jelavic |
| 7 novembre 2015 |                                                                               |                  | | Makiš Stadion, Belgrade 250 spectateurs Arbitre : Mario Jelavic |

| 14 novembre 2015 | Slovénie | 21 – 16 (6 - 6) | Danemark                                                                       | Sportni Park Siska, Ljubljana Arbitre : Ionut Bodea |
| 14 novembre 2015 | Essai(s) : Okič (57e), Podpadec (70e) Transformation(s) : Kavčič (71e) Pénalité(s) : Burnik 2 (9e, 35e), Kavčič (52e) |                 | Essai(s) : Melgaard (44e), Ørskov Olsen (79e) Pénalité(s) : Groom 2 (13e, 27e) | Sportni Park Siska, Ljubljana Arbitre : Ionut Bodea |
| 14 novembre 2015 | |                 |                                                                                | Sportni Park Siska, Ljubljana Arbitre : Ionut Bodea |

| 14 novembre 2015 | Luxembourg | 30 – 24 (23 - 17) | Serbie | Stade Josy-Barthel, Luxembourg 1 000 spectateurs Arbitre : Gert Visser |
| 14 novembre 2015 | Essai(s) : Rossa (5e), Kremer (32e), Timmermans 2 (40e, 67e) Transformation(s) : Keane (5e), Browne (67e) Pénalité(s) : Keane (27e) Drop(s) : Keane (18e) |                   | Essai(s) : Martic (30e), Keglic (37e), Matijasevic (50e) Transformation(s) : Dejanovic 2 (31e, 38e), Martic (51e) Pénalité(s) : Martic (22e) | Stade Josy-Barthel, Luxembourg 1 000 spectateurs Arbitre : Gert Visser |
| 14 novembre 2015 | |                   | | Stade Josy-Barthel, Luxembourg 1 000 spectateurs Arbitre : Gert Visser |

| 9 avril 2016 | Autriche                                                                   | 12 – 26 (5 - 12) | Serbie | Wiener Sportclub-Platz, Vienne 1 800 spectateurs Arbitre : Rami Aro |
| 9 avril 2016 | Essai(s) : Radomirov (40e), Hruschka (74e) Transformation(s) : Navas (75e) |                  | Essai(s) : Djordjevic (15e), Keglic (30e), Gvozdenović 2 (43e, 60e) Transformation(s) : Martic 2 (16e, 61e), Gvozdenović (44e) | Wiener Sportclub-Platz, Vienne 1 800 spectateurs Arbitre : Rami Aro |
| 9 avril 2016 |                                                                            |                  | | Wiener Sportclub-Platz, Vienne 1 800 spectateurs Arbitre : Rami Aro |

| 16 avril 2016 | Serbie | 23 – 20 (13 - 5) | Danemark | Makiš Stadion, Belgrade 200 spectateurs Arbitre : Sergii Poplavskyi |
| 16 avril 2016 | Essai(s) : Gvozdenović 2 (34e, 75e) Transformation(s) : Martic 2 (35e, 76e) Pénalité(s) : Gvozdenović 3 (20e, 40e, 80e) |                  | Essai(s) : Robertson (16e), Melgaard (58e), Hounou (68e) Transformation(s) : Holm (69e) Pénalité(s) : Holm (65e) | Makiš Stadion, Belgrade 200 spectateurs Arbitre : Sergii Poplavskyi |
| 16 avril 2016 | |                  | | Makiš Stadion, Belgrade 200 spectateurs Arbitre : Sergii Poplavskyi |

| 30 avril 2016 | Danemark                                                     | 14 – 19 (3 - 6) | Luxembourg                                                                   | Odense Atletikstadion, Odense 400 spectateurs Arbitre : George Mossford |
| 30 avril 2016 | Essai(s) : Hounou (72e) Pénalité(s) : Holm 3 (35e, 43e, 60e) |                 | Essai(s) : Browne (53e), Logier (56e) Pénalité(s) : Browne 3 (14e, 22e, 80e) | Odense Atletikstadion, Odense 400 spectateurs Arbitre : George Mossford |
| 30 avril 2016 |                                                              |                 |                                                                              | Odense Atletikstadion, Odense 400 spectateurs Arbitre : George Mossford |

| 7 mai 2016 | Slovénie | 38 – 23 (20 - 16) | Autriche | ŽŠD Stadion, Ljubljana 700 spectateurs Arbitre : Csaba Priskin |
| 7 mai 2016 | Essai(s) : Burnik (10e), Hočevar (25e), Miljuš (44e), G.F Skofic (57e) Transformation(s) : Burnik 3 (11e, 26e, 45e) Pénalité(s) : Burnik 4 (16e, 38e, 52e, 66e) |                   | Essai(s) : Hemetsberger (40e+1), Hruschka (71e) Transformation(s) : Navas 2 (40e+2, 72e) Pénalité(s) : Navas 3 (2e, 28e, 34e) | ŽŠD Stadion, Ljubljana 700 spectateurs Arbitre : Csaba Priskin |
| 7 mai 2016 | |                   | | ŽŠD Stadion, Ljubljana 700 spectateurs Arbitre : Csaba Priskin |

| 14 mai 2016 | Luxembourg | 29 – 10 (13 - 3) | Slovénie                                                                                  | Stade Josy-Barthel, Luxembourg 1 100 spectateurs Arbitre : Franck Himmer |
| 14 mai 2016 | Essai(s) : Keane (24e), Logier (80e) Transformation(s) : Browne (25e), Bares (80e) Pénalité(s) : Browne 2 (11e, 39e), Bares 3 (49e, 56e, 78e) |                  | Essai(s) : Radelj-Šemrov (71e) Transformation(s) : Kavčič (72e) Pénalité(s) : Burnik (9e) | Stade Josy-Barthel, Luxembourg 1 100 spectateurs Arbitre : Franck Himmer |
| 14 mai 2016 | |                  |                                                                                           | Stade Josy-Barthel, Luxembourg 1 100 spectateurs Arbitre : Franck Himmer |

## Division 2D

### Classement
| Rang | Pays               | J | V | N | D | Bo | Bd | Pm  | Pe  | Diff | Pts |
| ---- | ------------------ | - | - | - | - | -- | -- | --- | --- | ---- | --- |
| 1    | Bosnie-Herzégovine | 8 | 8 | 0 | 0 | 4  | 0  | 230 | 113 | +117 | 36  |
| 2    | Norvège            | 8 | 4 | 0 | 4 | 2  | 1  | 151 | 153 | -2   | 19  |
| 2    | Turquie (P)        | 8 | 3 | 0 | 5 | 2  | 3  | 195 | 177 | +18  | 17  |
| 4    | Finlande           | 8 | 3 | 0 | 5 | 2  | 1  | 128 | 175 | -47  | 15  |
| 5    | Bulgarie (R)       | 8 | 2 | 0 | 6 | 2  | 2  | 141 | 227 | -86  | 12  |

|  | Promu en Division 2C (no 1).            |
|  | R : relégué en 2014 • P : promu en 2014 |

### Résultats détaillés

#### Tableau des résultats
| Pays        | BOS   | BUL   | FIN   | NOR   | TUR   |
| ----------- | ----- | ----- | ----- | ----- | ----- |
| Bosnie-Her. |       | 59-12 | 29-7  | 16-10 | 24-21 |
| Bulgarie    | 15-23 |       | 34-15 | 15-16 | 26-19 |
| Finlande    | 6-12  | 24-13 |       | 32-10 | 20-12 |
| Norvège     | 17-33 | 43-0  | 20-12 |       | 28-24 |
| Turquie     | 25-34 | 28-26 | 45-12 | 21-7  |       |

|  | Victoire à domicile |  | Match nul |  | Défaite à domicile |

#### Détail des résultats
Matchs aller
| 4 octobre 2014 | Finlande | 32 – 10 (20 - 10) | Norvège                        | Myllypuro Sports Park, Helsinki 200 spectateurs Arbitre : Michael Kristensen |
| 4 octobre 2014 | Essai(s) : Hussey 2 (12e, 70e), Finell (29e), Viljanen (80e) Transformation(s) : Finell 3 (12e, 29e, 70e) Pénalité(s) : Finell 2 (2e, 40e) |                   | Essai(s) : Davy (14e), ? (38e) | Myllypuro Sports Park, Helsinki 200 spectateurs Arbitre : Michael Kristensen |
| 4 octobre 2014 | |                   |                                | Myllypuro Sports Park, Helsinki 200 spectateurs Arbitre : Michael Kristensen |

| 4 octobre 2014 | Bosnie-Herzégovine | 59 – 12 (35 - 7) | Bulgarie                                                                   | Zenica 100 spectateurs Arbitre : Matthew Sandell |
| 4 octobre 2014 | Essai(s) : Vehabović 2 (25e, 35e), Milak (32e), Smajlović 2 (37e, 68e), Subašić (60e), Hamzić (73e) Transformation(s) : Vehabović 6 (26e, 32e, 35e, 61e, 68e, 73e) Pénalité(s) : Vehabović 4 (4e, 12e, 29e, 51e) |                  | Essai(s) : Avramov (21e), Dragnev (56e) Transformation(s) : Stefanov (21e) | Zenica 100 spectateurs Arbitre : Matthew Sandell |
| 4 octobre 2014 | |                  |                                                                            | Zenica 100 spectateurs Arbitre : Matthew Sandell |

| 25 octobre 2014 | Turquie | 25 – 34 (10 - 16) | Bosnie-Herzégovine | Edirne 25 Kasım Stadium, Edirne 200 spectateurs Arbitre : Sergey Poplavskyi |
| 25 octobre 2014 | Essai(s) : Bökeyhan 2 (18e, 76e), Çelıkt (24e), Gözükücük (45e) Transformation(s) : Bökeyhan (46e) Pénalité(s) : Bökeyhan (50e) |                   | Essai(s) : Vehabović (11e), Subašić (57e), Ajkunić (69e) Transformation(s) : Vehabović 2 (12e, 70e) Pénalité(s) : Vehabović 5 (2e, 7e, 40e, 43e, 48e) | Edirne 25 Kasım Stadium, Edirne 200 spectateurs Arbitre : Sergey Poplavskyi |
| 25 octobre 2014 | |                   | | Edirne 25 Kasım Stadium, Edirne 200 spectateurs Arbitre : Sergey Poplavskyi |

| 1er novembre 2014 | Bulgarie | 26 – 19 (14 - 12) | Turquie                                                                                        | Pernik 700 spectateurs Arbitre : Yann Benoît |
| 1er novembre 2014 | Essai(s) : Avramov (22e), Ivanov (33e), Andreev (45e), Tomanov (62e) Transformation(s) : Stefanov 3 (22e, 33e, 62e) |                   | Essai(s) : Kalabas (10e), Dumrul (39e), Demırel (41e) Transformation(s) : Kalabas 2 (39e, 41e) | Pernik 700 spectateurs Arbitre : Yann Benoît |
| 1er novembre 2014 | |                   |                                                                                                | Pernik 700 spectateurs Arbitre : Yann Benoît |

| 25 avril 2015 | Bosnie-Herzégovine | 29 – 7 (14 - 0) | Finlande                                   | Kamberovića polje, Zenica Arbitre : Cristian Serban |
| 25 avril 2015 | Essai(s) : Subašić 2 (16e, 53e), Pojskić (27e), Oruć (80e) Transformation(s) : Subašić 2 (17e, 28e), Hamzić (80e+1) Drop(s) : Subašić (78e) |                 | Essai(s) : de pénalité (63e), Finell (64e) | Kamberovića polje, Zenica Arbitre : Cristian Serban |
| 25 avril 2015 | |                 |                                            | Kamberovića polje, Zenica Arbitre : Cristian Serban |

| 9 mai 2015 | Bosnie-Herzégovine                                                                                    | 16 – 10 (3 - 3) | Norvège                                                                              | Kamberovića polje, Zenica 500 spectateurs Arbitre : Csaba Priskin |
| 9 mai 2015 | Essai(s) : Subašić (75e) Transformation(s) : Vehabović (76e) Pénalité(s) : Vehabović 3 (2e, 55e, 65e) |                 | Essai(s) : Solli (47e) Transformation(s) : Cummins (48e) Pénalité(s) : Cummins (17e) | Kamberovića polje, Zenica 500 spectateurs Arbitre : Csaba Priskin |
| 9 mai 2015 | |                 |                                                                                      | Kamberovića polje, Zenica 500 spectateurs Arbitre : Csaba Priskin |

| 23 mai 2015 | Finlande | 20 – 12 (17 - 0) | Turquie                                                                  | Myllypuro Sports Park, Helsinki 250 spectateurs Arbitre : Kasper Michalkiewicz |
| 23 mai 2015 | Essai(s) : Välimäki (15e), Hussey (24e), Helin (33e) Transformation(s) : Finell (24e) Pénalité(s) : Repo (62e) |                  | Essai(s) : Kalabaş (56e), Bakar (78e) Transformation(s) : Demırcan (78e) | Myllypuro Sports Park, Helsinki 250 spectateurs Arbitre : Kasper Michalkiewicz |
| 23 mai 2015 | |                  |                                                                          | Myllypuro Sports Park, Helsinki 250 spectateurs Arbitre : Kasper Michalkiewicz |

| 23 mai 2015 | Norvège | 43 – 0 (24 - 0) | Bulgarie | Fana Stadion, Bergen 150 spectateurs Arbitre : Rami Aro |
| 23 mai 2015 | Essai(s) : Rougelle (14e), Raclin (21e), Solli (27e), Borsheim 2 (35e, 72e), Skovly (42e), Barral (49e) Transformation(s) : Cummins 4 (15e, 22e, 43e, 49e) |                 |          | Fana Stadion, Bergen 150 spectateurs Arbitre : Rami Aro |
| 23 mai 2015 | |                 |          | Fana Stadion, Bergen 150 spectateurs Arbitre : Rami Aro |

| 24 octobre 2015 | Bulgarie | 34 – 15 (12 - 3) | Finlande                                                                                               | National Sports Academy "Vasil Levski", Sofia 1 000 spectateurs Arbitre : Robert Diaconescu |
| 24 octobre 2015 | Essai(s) : Gavrilov (14e), Marinov (29e), B. Borisov 2 (52e, 58e), Todorov (69e) Transformation(s) : Debrenliev (29e), Nikolov 2 (53e, 70e) Pénalité(s) : Nikolov (45e) |                  | Essai(s) : Välimäki (64e), Harrod (79e) Transformation(s) : Viljanen (65e) Pénalité(s) : Viljanen (2e) | National Sports Academy "Vasil Levski", Sofia 1 000 spectateurs Arbitre : Robert Diaconescu |
| 24 octobre 2015 | |                  | | National Sports Academy "Vasil Levski", Sofia 1 000 spectateurs Arbitre : Robert Diaconescu |

| 30 avril 2016 | Turquie | 21 – 7 (-) | Norvège |  |
| 30 avril 2016 |         |            |         |  |
| 30 avril 2016 |         |            |         |  |

Matchs retour
| 18 octobre 2014 | Norvège                                                                     | 20 – 12 (14 - 5) | Finlande                                                        | Stade du Bislett, Oslo 300 spectateurs Arbitre : Michael Verstop |
| 18 octobre 2014 | Essai(s) : Borsheim (31e) Pénalité(s) : Borsheim 5 (2e, 20e, 24e, 44e, 73e) |                  | Essai(s) : Finell 2 (39e, 66e) Transformation(s) : Finell (66e) | Stade du Bislett, Oslo 300 spectateurs Arbitre : Michael Verstop |
| 18 octobre 2014 |                                                                             |                  |                                                                 | Stade du Bislett, Oslo 300 spectateurs Arbitre : Michael Verstop |

| 25 avril 2015 | Turquie | 28 – 26 (13 - 13) | Bulgarie | Stadyumu Dr. Fehmi Öncel, Tekirova 50 spectateurs Arbitre : George Kaloxilos |
| 25 avril 2015 | Essai(s) : Ertürk (8e), Dumrul (49e), Kanaçlar (58e) Transformation(s) : Demırcan 2 (9e, 50e) Pénalité(s) : Demırcan 3 (20e, 30e, 80e) |                   | Essai(s) : Z. Todorov (16e), Ivanov (63e) Transformation(s) : Gavrilov 2 (17e, 64e) Pénalité(s) : Gavrilov 4 (12e, 40e, 45e, 53e) | Stadyumu Dr. Fehmi Öncel, Tekirova 50 spectateurs Arbitre : George Kaloxilos |
| 25 avril 2015 | |                   | | Stadyumu Dr. Fehmi Öncel, Tekirova 50 spectateurs Arbitre : George Kaloxilos |

| 3 octobre 2015 | Finlande                            | 6 – 12 (0 - 5) | Bosnie-Herzégovine                                                        | Myllypuro Sports Park, Helsinki Arbitre : Mike Hawkins |
| 3 octobre 2015 | Pénalité(s) : Viljanen 2 (47e, 80e) |                | Essai(s) : Spahić (10e), Tufekčić (49e) Transformation(s) : Subašić (50e) | Myllypuro Sports Park, Helsinki Arbitre : Mike Hawkins |
| 3 octobre 2015 |                                     |                |                                                                           | Myllypuro Sports Park, Helsinki Arbitre : Mike Hawkins |

| 3 octobre 2015 | Bulgarie                                                                                             | 15 – 16 (12 - 10) | Norvège                                                                       | Stade Lazour, Bourgas 200 spectateurs Arbitre : Norbert Maitrai |
| 3 octobre 2015 | Essai(s) : Nikolov (20e), Ivanov (37e) Transformation(s) : Nikolov (21e) Pénalité(s) : Nikolov (56e) |                   | Essai(s) : Cummins (33e), Davy (39e) Transformation(s) : Cummins 2 (43e, 64e) | Stade Lazour, Bourgas 200 spectateurs Arbitre : Norbert Maitrai |
| 3 octobre 2015 | |                   |                                                                               | Stade Lazour, Bourgas 200 spectateurs Arbitre : Norbert Maitrai |

| 17 octobre 2015 | Bosnie-Herzégovine                                                                                              | 24 – 21 (10 - 9) | Turquie | Kamberovića polje, Zenica 400 spectateurs Arbitre : Yann Benoît |
| 17 octobre 2015 | Essai(s) : Stanković (17e), Turčinović (28e), Oruč (42e), Durgut (52e) Transformation(s) : Subašić 2 (42e, 52e) |                  | Essai(s) : Ertürk (58e), de pénalité (72e) Transformation(s) : Erdener (72e) Pénalité(s) : Erdener 3 (21e, 24e, 34e) | Kamberovića polje, Zenica 400 spectateurs Arbitre : Yann Benoît |
| 17 octobre 2015 | |                  | | Kamberovića polje, Zenica 400 spectateurs Arbitre : Yann Benoît |

| 16 avril 2016 | Norvège                                                                                      | 17 – 33 (12 - 12) | Bosnie-Herzégovine | The International School, Stavanger 300 spectateurs Arbitre : Michael Kristensen |
| 16 avril 2016 | Essai(s) : Watson (11e), Cummins (35e), Gundersen (41e) Transformation(s) : Berthelsen (35e) |                   | Essai(s) : Petrušić (17e), Kadić (21e), Spahić (45e), Oruć (70e), Hamzić (79e) Transformation(s) : Subašić 4 (21e, 45e, 70e, 79e) | The International School, Stavanger 300 spectateurs Arbitre : Michael Kristensen |
| 16 avril 2016 |                                                                                              |                   | | The International School, Stavanger 300 spectateurs Arbitre : Michael Kristensen |

| 23 avril 2016 | Turquie | 45 – 12 (19 - 7) | Finlande                                                                          | Sorumlusu Futbol Antrenoru, Seferihisar 200 spectateurs Arbitre : Shota Tevzadze |
| 23 avril 2016 | Essai(s) : Gözüküçük 2 (8e, 36e), Kanaçlar (22e), Sürer 2 (44e, 56e), Kalabaş (64e), Çeliktutan (76e) Transformation(s) : Sürer 5 (9e, 37e, 45e, 57e, 77e) |                  | Essai(s) : Rainvuori (40e+1), Viljanen (79e) Transformation(s) : Viljanen (40e+2) | Sorumlusu Futbol Antrenoru, Seferihisar 200 spectateurs Arbitre : Shota Tevzadze |
| 23 avril 2016 | |                  |                                                                                   | Sorumlusu Futbol Antrenoru, Seferihisar 200 spectateurs Arbitre : Shota Tevzadze |

| 7 mai 2016 | Norvège | 28 – 24 (7 - 24) | Turquie | International School of Stavanger, Stavanger 200 spectateurs Arbitre : Philppe Lenne |
| 7 mai 2016 | Essai(s) : Nygaard (21e), Cummins (46e), Nordtun (54e), Gannon (75e) Transformation(s) : Cummins 4 (22e, 48e, 55e, 76e) |                  | Essai(s) : Kalabaş (1re), Zabci (25e), Kiliçkaya (35e) Transformation(s) : Sürer 3 (7e, 26e, 36e) Pénalité(s) : Sürer (10e) | International School of Stavanger, Stavanger 200 spectateurs Arbitre : Philppe Lenne |
| 7 mai 2016 | |                  | | International School of Stavanger, Stavanger 200 spectateurs Arbitre : Philppe Lenne |

| 7 mai 2016 | Bulgarie                                                                                              | 15 – 23 (10 - 6) | Bosnie-Herzégovine | NSA Sofia Stadium, Sofia 350 spectateurs Arbitre : Dejean Stiglic |
| 7 mai 2016 | Essai(s) : Odadzhiyski 2 (5e, 62e) Transformation(s) : Debrenliev (6e) Pénalité(s) : Debrenliev (19e) |                  | Essai(s) : Pojskić (43e), Zadić (52e) Transformation(s) : Subašić 2 (44e, 54e) Pénalité(s) : Subašić 3 (12e, 14e, 66e) | NSA Sofia Stadium, Sofia 350 spectateurs Arbitre : Dejean Stiglic |
| 7 mai 2016 | |                  | | NSA Sofia Stadium, Sofia 350 spectateurs Arbitre : Dejean Stiglic |

| 28 mai 2016 | Finlande | 24 – 13 (19 - 8) | Bulgarie                                                               | Myllypuro Sports Park, Helsinki 250 spectateurs Arbitre : Matt Sandell |
| 28 mai 2016 | Essai(s) : Siivonen (11e), Aunula (31e), Katainen (39e), Ahola (50e) Transformation(s) : Lammi 2 (12e, 32e) |                  | Essai(s) : Stoyanov (14e), Valkov (73e) Pénalité(s) : Stoyanov (40e+3) | Myllypuro Sports Park, Helsinki 250 spectateurs Arbitre : Matt Sandell |
| 28 mai 2016 | |                  |                                                                        | Myllypuro Sports Park, Helsinki 250 spectateurs Arbitre : Matt Sandell |

## Division 3

### Formule
Les matchs se disputent sous forme de tournoi organisé à Bar et à Budva au Monténégro du 11 avril au 14 avril 2015. Une équipe constituée de joueurs monténégrins remplace finalement la Grèce qui a décidé de se retirer du tournoi.

### Tournoi 2015

#### Match de barrage
| 4 octobre 2014 14 h 00 | Estonie | 59 - 12 (31 - 5) | Biélorussie                                                                  | Tallinn Kalev Stadium, Tallinn 100 spectateurs Arbitre : Alexey Bryzgalin |
| 4 octobre 2014 14 h 00 | Essai(s) : Veebel 3 (4e, 26e, 61e), Lorens 2 (20e, 23e), Kalso (35e), Martinson (53e), Zuhhovitski (66e), M. Pallas (78e) Transformation(s) : Dzidzadze 6 (4e, 24e, 27e, 53e, 62e, 66e), Martinson (78e) |                  | Essai(s) : Shuhayeu (32e), Varabei (80e) Transformation(s) : Shabetsko (80e) | Tallinn Kalev Stadium, Tallinn 100 spectateurs Arbitre : Alexey Bryzgalin |
| 4 octobre 2014 14 h 00 | |                  |                                                                              | Tallinn Kalev Stadium, Tallinn 100 spectateurs Arbitre : Alexey Bryzgalin |

#### Phase finale
|  | Demi-finales                       | Demi-finales                     |                        |    | Finale                             | Finale                             |
|  | Demi-finales                       | Demi-finales                     |                        |    | Finale                             | Finale                             |
|  |                                    |                                  |                        |    |                                    |                                    |
|  | le 11 avril, Mornar Stadium, Bar   | le 11 avril, Mornar Stadium, Bar |                        |    | le 14 avril, Mogren Stadium, Budva | le 14 avril, Mogren Stadium, Budva |
|  | le 11 avril, Mornar Stadium, Bar   | le 11 avril, Mornar Stadium, Bar |                        |    | le 14 avril, Mogren Stadium, Budva | le 14 avril, Mogren Stadium, Budva |
|  | Slovaquie                          | 82                               |                        |    | le 14 avril, Mogren Stadium, Budva | le 14 avril, Mogren Stadium, Budva |
|  | Slovaquie                          | 82                               |                        |    | le 14 avril, Mogren Stadium, Budva | le 14 avril, Mogren Stadium, Budva |
|  | XV du Président                    | 0                                |                        |    | le 14 avril, Mogren Stadium, Budva | le 14 avril, Mogren Stadium, Budva |
|  | XV du Président                    | 0                                | Slovaquie              | 31 |                                    |                                    |
|  | le 11 avril, Mornar Stadium, Bar   |                                  | Slovaquie              | 31 |                                    |                                    |
|  |                                    | Monténégro                       | 3                      |    |                                    |                                    |
|  | Monténégro                         | Monténégro                       | 3                      | 29 |                                    |                                    |
|  | Monténégro                         |                                  |                        | 29 |                                    |                                    |
|  | Estonie                            | 27                               |                        |    |                                    |                                    |
|  | Estonie                            | 27                               | Match pour la 3e place |    |                                    |                                    |
|  |                                    |                                  |                        |    |                                    |                                    |
|  | le 14 avril, Mogren Stadium, Budva |                                  |                        |    |                                    |                                    |
|  |                                    |                                  |                        |    |                                    |                                    |
|  | XV du Président                    | 0                                |                        |    |                                    |                                    |
|  | XV du Président                    | 0                                |                        |    |                                    |                                    |
|  | Estonie                            | 106                              |                        |    |                                    |                                    |
|  | Estonie                            | 106                              |                        |    |                                    |                                    |

### Tournoi 2016
|  | Demi-finales                            | Demi-finales                            |                        |    | Finale                                  | Finale                                  |
|  | Demi-finales                            | Demi-finales                            |                        |    | Finale                                  | Finale                                  |
|  |                                         |                                         |                        |    |                                         |                                         |
|  | le 18 mai, Kalevi Keskstaadion, Tallinn | le 18 mai, Kalevi Keskstaadion, Tallinn |                        |    | le 21 mai, Kalevi Keskstaadion, Tallinn | le 21 mai, Kalevi Keskstaadion, Tallinn |
|  | le 18 mai, Kalevi Keskstaadion, Tallinn | le 18 mai, Kalevi Keskstaadion, Tallinn |                        |    | le 21 mai, Kalevi Keskstaadion, Tallinn | le 21 mai, Kalevi Keskstaadion, Tallinn |
|  | Slovaquie                               | 29                                      |                        |    | le 21 mai, Kalevi Keskstaadion, Tallinn | le 21 mai, Kalevi Keskstaadion, Tallinn |
|  | Slovaquie                               | 29                                      |                        |    | le 21 mai, Kalevi Keskstaadion, Tallinn | le 21 mai, Kalevi Keskstaadion, Tallinn |
|  | Biélorussie                             | 17                                      |                        |    | le 21 mai, Kalevi Keskstaadion, Tallinn | le 21 mai, Kalevi Keskstaadion, Tallinn |
|  | Biélorussie                             | 17                                      | Slovaquie              | 29 |                                         |                                         |
|  | le 18 mai, Kalevi Keskstaadion, Tallinn |                                         | Slovaquie              | 29 |                                         |                                         |
|  |                                         | Estonie                                 | 36                     |    |                                         |                                         |
|  | Estonie                                 | Estonie                                 | 36                     | 16 |                                         |                                         |
|  | Estonie                                 |                                         |                        | 16 |                                         |                                         |
|  | Monténégro                              | 13                                      |                        |    |                                         |                                         |
|  | Monténégro                              | 13                                      | Match pour la 3e place |    |                                         |                                         |
|  |                                         |                                         |                        |    |                                         |                                         |
|  | le 21 mai, Kalevi Keskstaadion, Tallinn |                                         |                        |    |                                         |                                         |
|  |                                         |                                         |                        |    |                                         |                                         |
|  | Biélorussie                             | 19                                      |                        |    |                                         |                                         |
|  | Biélorussie                             | 19                                      |                        |    |                                         |                                         |
|  | Monténégro                              | 45                                      |                        |    |                                         |                                         |
|  | Monténégro                              | 45                                      |                        |    |                                         |                                         |